# Flora und Vegetation Australiens

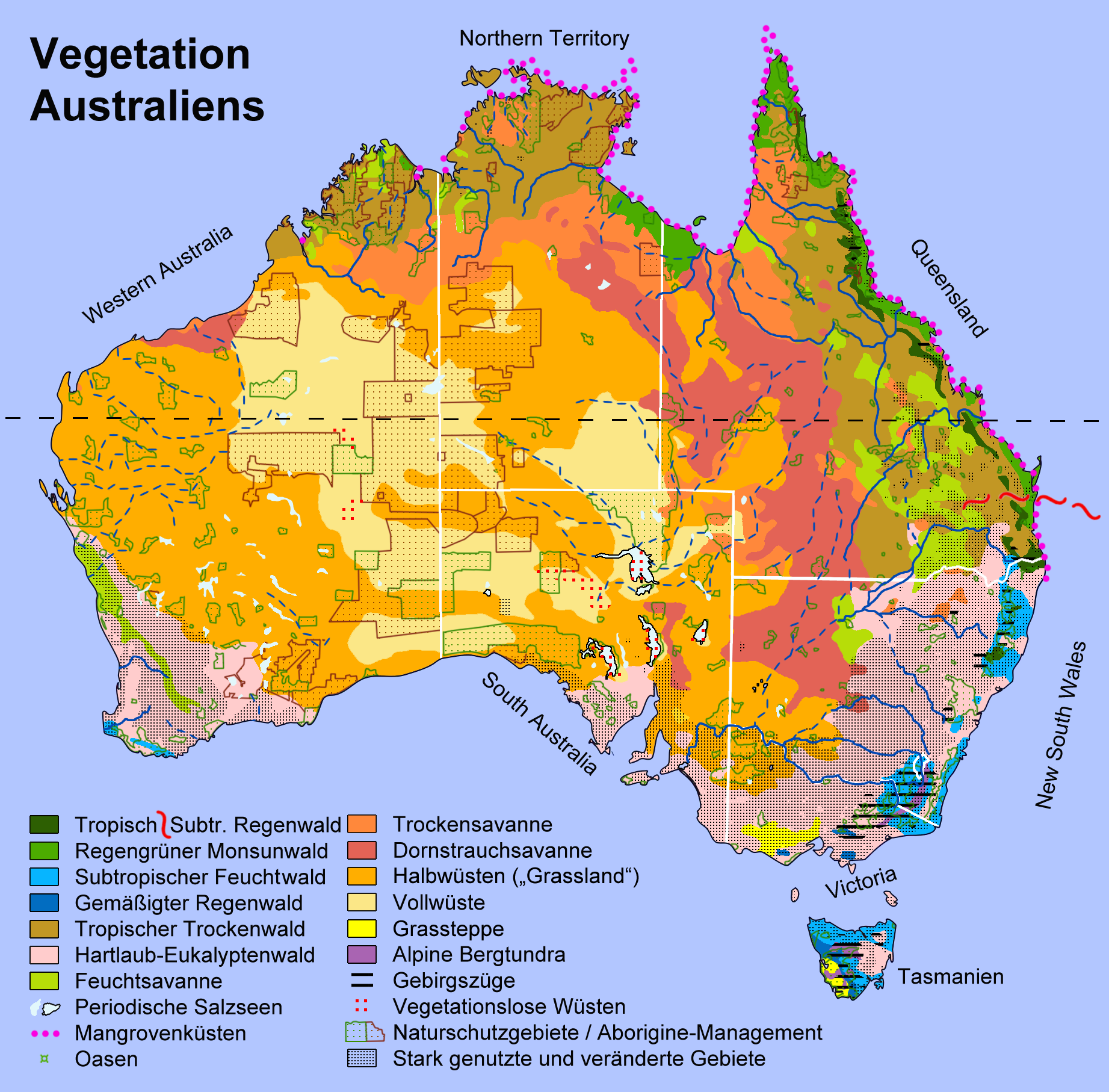
Vegetation Australiens (grundsätzlich nach Schmithüsen)

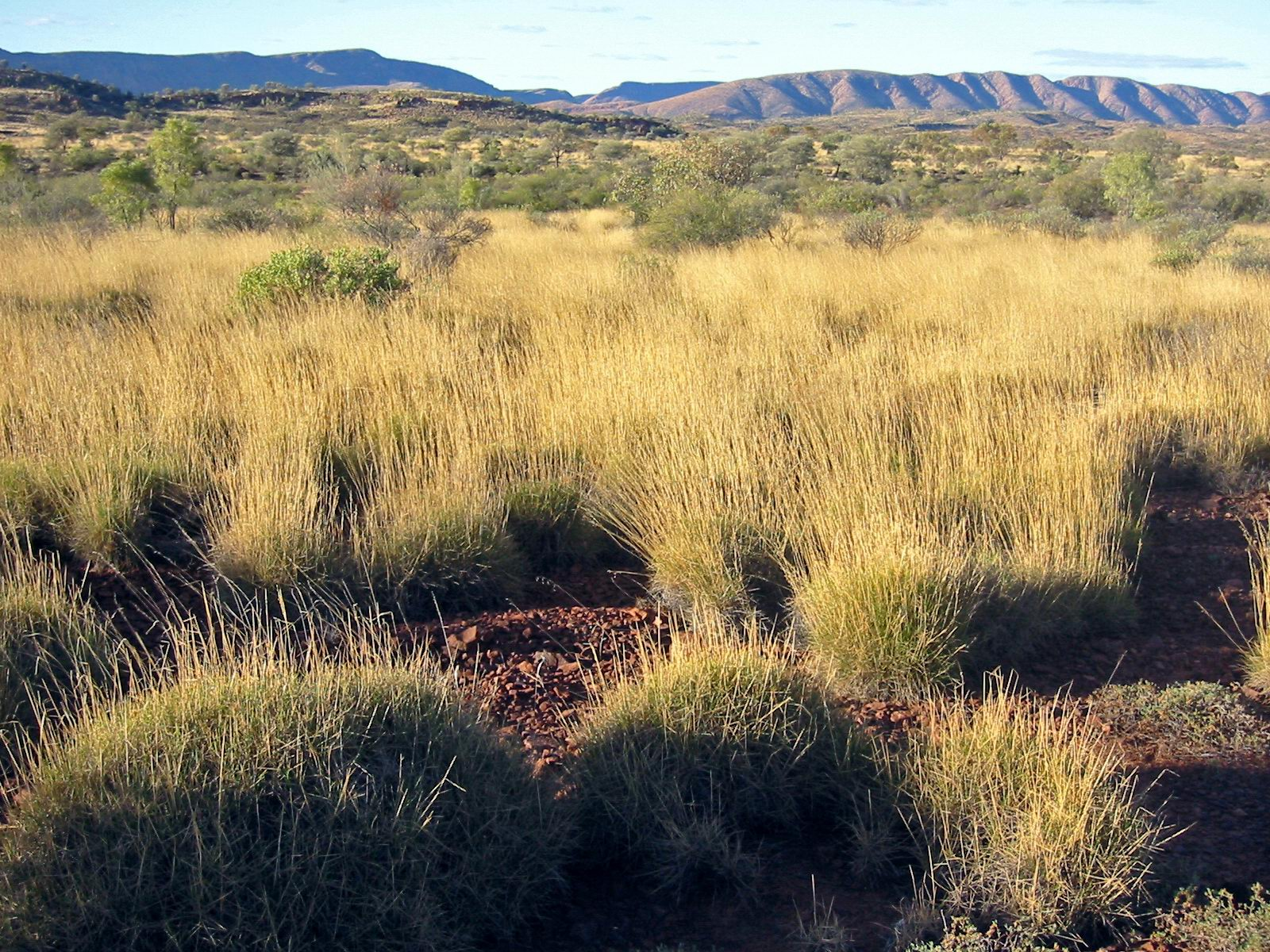
Spinifex (Triodia) bedeckt große Gebiete des ariden Zentralaustralien.

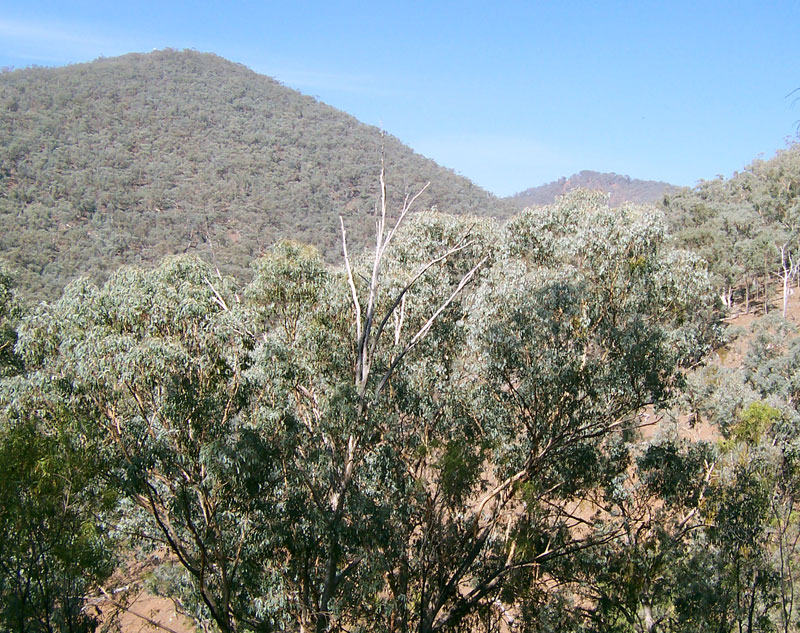
Eucalyptus sind mit rund 600 Arten die zweitgrößte Gattung und diese Arten dominieren einen großen Teil der Gehölzvegetation.

Die Flora Australiens ist vor allem durch einen hohen Anteil an endemischen Pflanzenarten und -gattungen gekennzeichnet, sodass Australien als eigenes Florenreich Australis geführt wird. Es umfasst das australische Festland und die Insel Tasmanien. Es sind rund 20.000 Arten von Samenpflanzen beschrieben worden. Die artenreichsten Gattungen sind dabei Eukalyptus und Akazien mit rund 600 und 1000 Arten. Diese beiden Gattungen prägen in weiten Teilen die Vegetation Australiens.
In den ariden Gebieten im Zentrum und im Westen des Kontinentes herrschen (zumeist edaphisch bedingte) azonale Vollwüsten und zonale grasdominierte Halbwüsten vor, die von den Gattungen Triodia (Spinifex) und Astrebla (Mitchell-Gras) beherrscht werden. Alle Wüsten zusammen bedecken etwa die Hälfte des Landes. In den semiariden Übergangsräumen in einem Bogen vom Nordwesten zum Osten liegen Trocken-, Dornstrauch- oder Feuchtsavannen, die etwa ein Fünftel der Landfläche ausmachen. Zur Nordküste und zum Gebirgssaum im Osten gehen sie vor allem in tropische Trockenwälder über. Sie sind noch weitgehend in einem intakten Zustand, während die im semiariden Südosten und Südwesten anschließenden Hartlaubwälder- und Buschländer des Westseitenklimas durch intensive Landnutzung bereits zu rund 70 % anthropogen verändert wurden. Die verschiedenen Regen- und Feuchtwälder von den Tropen über die Subtropen bis zur kühlgemäßigten Zone am gesamten Ostrand der australischen Landmasse sowie auf einem Großteil Tasmaniens nehmen eine sehr geringe Fläche ein (maximal 5 %), sind aber sehr artenreich und beherbergen viele ursprüngliche Arten. Alle Waldgebiete zusammen bedeckten ursprünglich etwa ein Drittel des Kontinentes.
Aufgrund der im Folgenden beschriebenen Besonderheiten bei der Artenvielfalt – insbesondere bezüglich endemischer Arten – und einer großen Biodiversität auf relativ kleinem Raum, wird Australien zu den Megadiversitätsländern dieser Erde gerechnet.

## Geographische Voraussetzungen
Australien ist ein alter Kontinent und rund 7,7 Millionen km² groß. Zum Florenreich der Australis gehören nur das Festland und Tasmanien; Neuguinea ist zwar Teil des australischen Kontinents, nicht aber des australischen Florenreichs (je nach Autor wird Neuguinea der Paläotropis oder der Ozeanis zugeordnet). Die durchschnittliche Höhenlage beträgt nur 330 m, und lediglich 13 Prozent der Landesfläche liegen über 500 m.
Das Klima in Australien ist durch eine hohe Sonneneinstrahlung und geringe Niederschläge gekennzeichnet, die durch den subtropischen Hochdruckgürtel bedingt sind. Die hohe Sonneneinstrahlung bedingt eine hohe Verdunstung (Evaporation). Australien ist nach der Antarktis der trockenste Kontinent. Im Norden herrschen Sommerregen vor, die durch den Monsun von November bis März bedingt und sehr verlässlich sind. Für den Rest des Jahres herrscht im Norden Trockenheit. Ein schmaler Streifen im Nordosten erhält jedoch ganzjährig hohe Niederschläge. Viele Tropentiefs werden jedoch von den Gebirgen Neuguineas abgeblockt. Im Süden herrscht Winterregen vor. In der ariden Zone dazwischen – dem größten Teil der als Outback bekannten Wildnis, die noch fast drei Viertel des Landes einnimmt – kommen nur asaisonale Regen vor, die nicht jährlich eintreten. Zwei Drittel des Landes erhalten weniger als 250 mm Regen pro Jahr. In der Südost-Ecke überlappen sich beide Zonen. Die tropischen Zyklone treten an der Ostküste zwischen dem 10. und 25. Breitengrad auf. Australien ist von der El Niño-Southern Oscillation (ENSO) betroffen, wobei in El-Niño-Jahren Trockenheit herrscht.

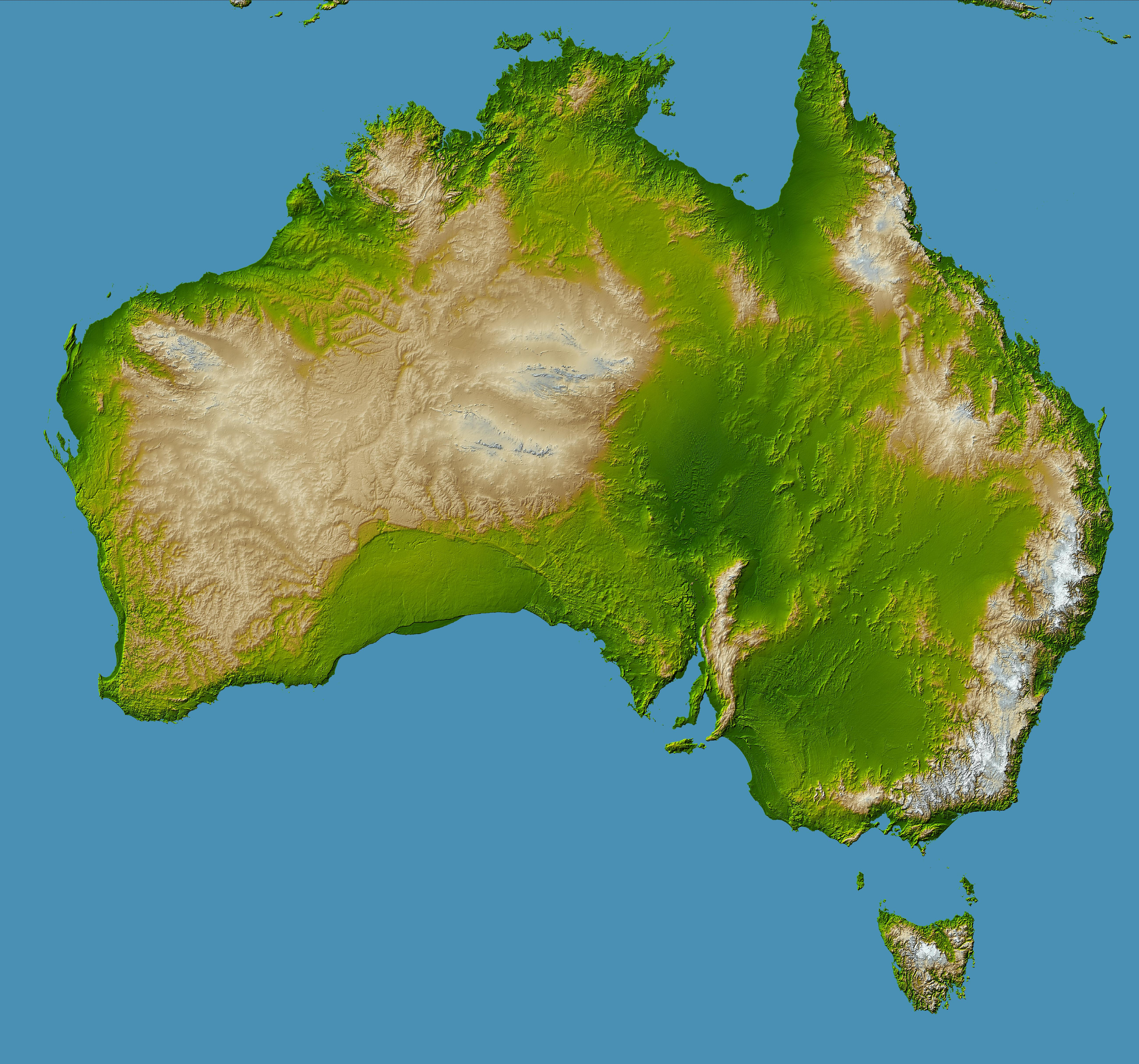
Topographie Australiens

Die Landformen Australiens sind von Plateaus, Hügelländern und Steinwüsten geprägt. Das Land wird in drei physiogeographische Regionen unterteilt:
- Eastern Uplands: Die Gebirgs- und Hügelländer im Osten sind geologisch jünger als der Rest. Sie fallen nach Westen hin sanft ab, während im Osten der Abfall zu den schmalen Küstenebenen relativ steil ist. Die Great Dividing Range ist mit einer maximalen Erhebung von 2228 m (Mount Kosciuszko) nicht besonders hoch und trägt nur kleine Gebiete alpiner Vegetation.
- Interior Lowlands: Die Tiefebenen im Inneren bestehen aus flachen Gebieten mit tief verwitterten, mesozoischen und känozoischen Sedimenten. Das Gebiet ist arid bis semi-arid und umfasst hauptsächlich das Große Artesische Becken mit dem Murray-Darling-System und den großen Salzseen.
- Western Plateau: Das Plateau im Westen ist der geologisch älteste Bereich und umfasst zwei Drittel Australiens. Es sind niedrige Tafelländer und Sandebenen. Außer im Südwesten und im Norden sind sie sehr arid. Die hier gelegenen großen Wüsten sind im Gegensatz zu den Wüsten anderer Kontinente von einer ausdauernden Vegetation (Hummock-Halbwüste) bedeckt.

Die Böden sind sehr alt und dadurch arm an Nährstoffen, besonders an Phosphor und Stickstoff, aber auch an Schwefel und Kalium, sowie den Mikronährstoffen Molybdän, Kupfer, Zink, Bor und Mangan. Die Hauptunterschiede zu den Böden der Nordhemisphäre sind ein sehr geringer Gehalt an organischem Material, die ärmere Oberflächenstruktur und das Überwiegen der Mykorrhiza. In der ariden Zone überwiegen tief verwitterte rote Silikatsande, erdige Sande und Lehme (Rudosole, Tenosole), in West- und Zentralaustralien auch Laterite. Im Süden gibt es auch flach verwitterte Kalkböden und Lehmböden (Vertosole), im Westen auch flachgründige, steinige Böden. Auch Salz- und Gips-Böden sind sehr weit verbreitet.

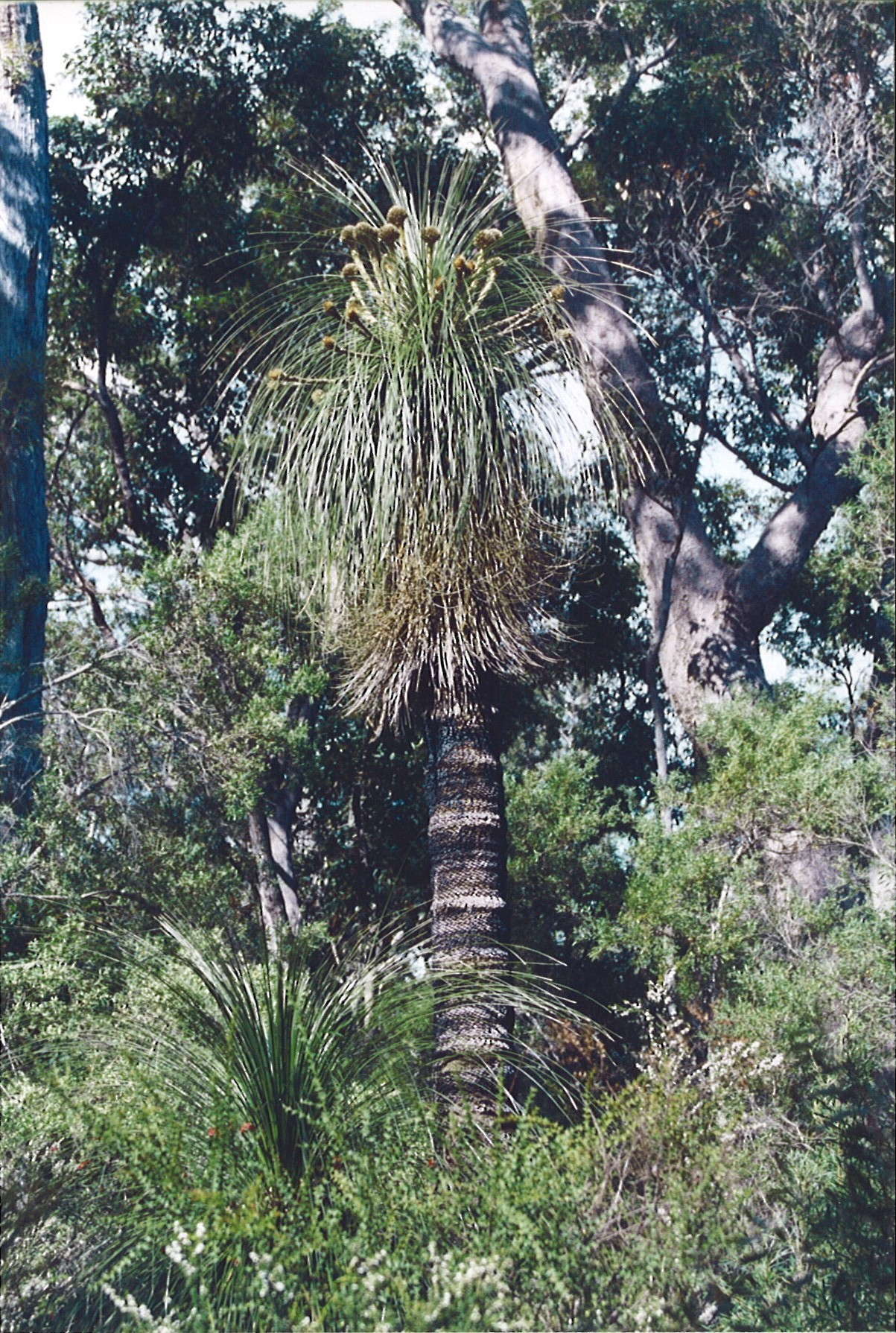
Kingia australis, eine Art der in Australien endemischen Familie Dasypogonaceae

## Artenvielfalt

### Endemismus
80 bis 90 Prozent der Samenpflanzen-Arten in Australien sind endemisch. Dieser hohe Endemismusgrad ist auf die lange Isolation des Kontinents zurückzuführen. Australien wird daher als eigenes Florenreich Australis geführt. Innerhalb Australiens existieren zwei Endemismus-Zentren: die nördlichen Regenwälder und der südwestliche Teil mit mediterranem Klima und Hartlaubvegetation.
Der Endemismusgrad bei den Familien ist wesentlich geringer. Crisp et al. nennen folgende endemische Familien: Akaniaceae s. str., Anarthriaceae, Atherospermataceae, Austrobaileyaceae, Blandfordiaceae, Boryaceae, Cephalotaceae, Dasypogonaceae, Doryanthaceae, Ecdeiocoleaceae, Emblingiaceae, Gyrostemonaceae, Tetracarpaeaceae, Xanthorrhoeaceae. Diese Familien sind jedoch alle artenarm oder monotypisch. Etliche weitere Familien reichen in ihrem Areal nur wenig über Australien hinaus, sind also subendemisch: Casuarinaceae, Centrolepidaceae, Eupomatiaceae, Goodeniaceae, Hydatellaceae, Stylidiaceae und die frühere Familie der Epacridaceae, die heute als Unterfamilie, den Styphelioideae, innerhalb der Ericaceae geführt wird. Weitere für Australien charakteristische Familien sind die Chenopodiaceae, Proteaceae, Cunoniaceae, Myrtaceae und die Pittosporaceae.
Von den rund 2500 Gattungen Australiens sind rund 566 endemisch. Die beiden größten Gattungen, Akazien s. l. und Eukalyptus, kommen auch außerhalb Australiens vor. So gut wie alle Arten dieser Gattungen sind an ihren jeweiligen Wuchsorten jedoch endemisch.

### Blütenpflanzen
Es sind rund 17.600 Arten von Bedecktsamern bekannt, die Gesamtzahl wird auf 19.000 bis 21.000 geschätzt. Im Vergleich dazu beträgt die Gesamtzahl der Farn- und Blütenpflanzen Deutschlands rund 2800, die Österreichs rund 2950. Die Nacktsamer dürften mit 113 Arten vollständig bekannt sein. Sie sind zu 96 Prozent endemisch.
| Die 10 artenreichsten Pflanzenfamilien | Die 10 artenreichsten Pflanzenfamilien |
| Familie                                | Artenzahl                              |
| -------------------------------------- | -------------------------------------- |
| Fabaceae (s. lat.)                     | 2400                                   |
| Myrtaceae                              | 1858                                   |
| Poaceae                                | 1302                                   |
| Asteraceae                             | 1221                                   |
| Proteaceae                             | 1116                                   |
| Orchidaceae                            | 650                                    |
| Cyperaceae                             | 650                                    |
| Epacridaceae                           | 424                                    |
| Euphorbiaceae                          | 395                                    |
| Goodeniaceae                           | 377                                    |

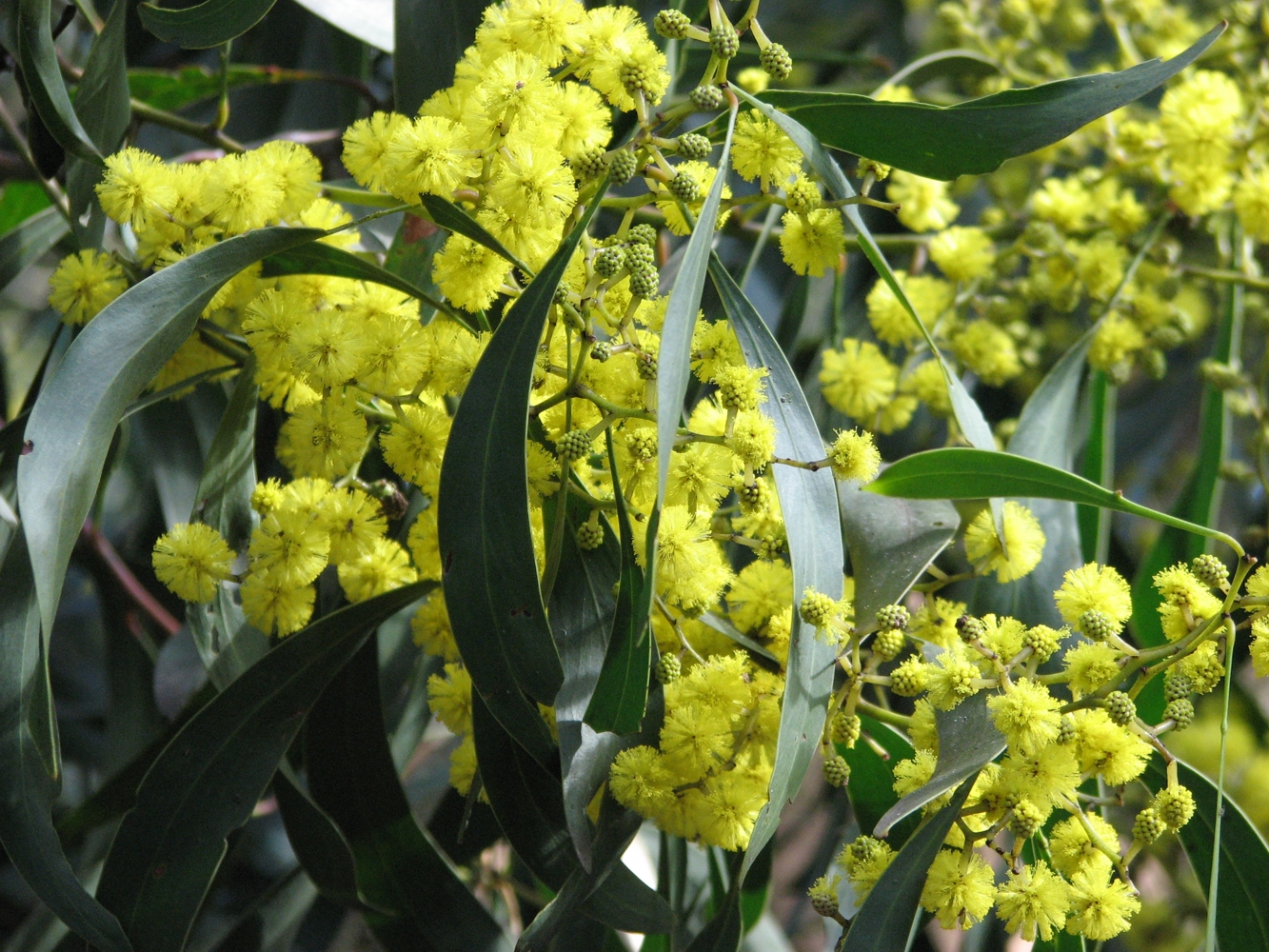
Goldakazie (Acacia pycnantha) ist die Nationalpflanze Australiens und im Wappen Australiens abgebildet.

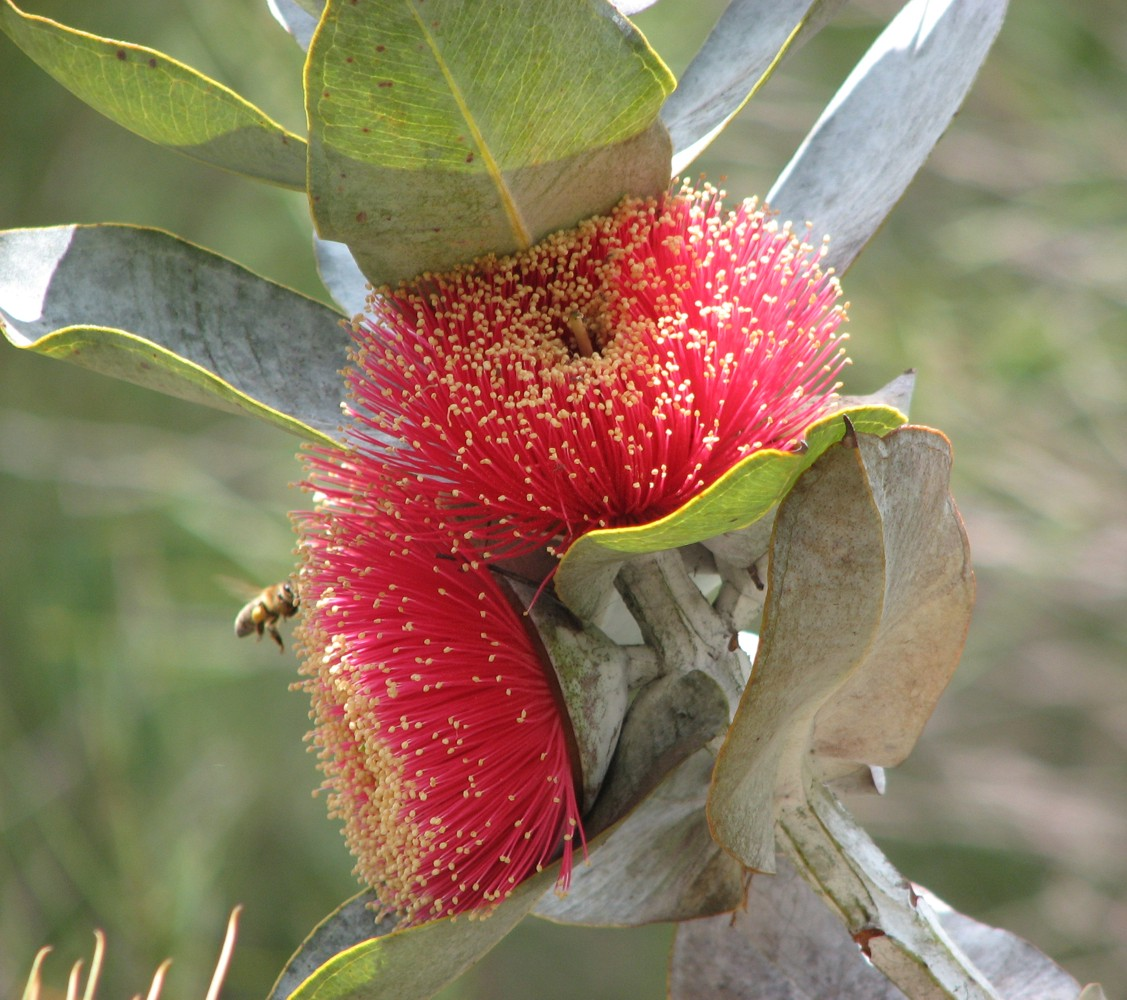
Blüten von Eucalyptus macrocarpa

Von den zehn artenreichsten Familien Australiens gehören lediglich drei nicht gleichzeitig zu den artenreichsten der Welt: Dies sind die Proteaceae, Epacridaceae und die Goodeniaceae.
In der artenreichsten Familie Fabaceae sticht die Gattung der Akazien (Acacia s. l.) mit rund 1000 Arten heraus. Die Gattung Acacia s. l. ist zwar auch in Afrika weit verbreitet, findet sich in Australien jedoch mit weitaus mehr unterschiedlichen Arten. Die Arten besitzen im Gegensatz zu ihren afrikanischen Verwandten keine Dornen, und ihre Blätter sind durch Phyllodien, umgewandelte Blattstiele, ersetzt. Die Akazien, die hier „wattles“ genannt werden, dominieren weite Teile des Landesinneren. Weitere artenreiche Gattungen sind Daviesia und Pultenaea.
Bei den Myrtaceae ist Eucalyptus die artenreichste Gattung. Auch nach der Trennung in zwei Gattungen besitzt die Gattung Eucalyptus noch rund 600 Arten, die größte ausgegliederte Gattung Corymbia rund 110. Weitere artenreiche Gattungen sind Melaleuca (250), Verticordia (100) und Leptospermum (80).
Die Süßgräser sind besonders in den Savannen und im trockenen Landesinneren reichlich vertreten, auch wenn es keine sehr artenreichen Gattungen gibt. Die für die Vegetation bedeutendsten Gattungen sind Triodia, Plechtrachne und Spinifex. Mit 310 Arten stellen die Gräser die größte Gruppe der eingeschleppten Neophyten.
Die Proteaceae sind mit 46 Gattungen vertreten, wovon 37 endemisch sind. Die wichtigsten Gattungen sind Grevillea (352), Hakea (150), Banksia (80), Persoonia (98), sowie Dryandra mit rund 95 Arten ausschließlich in Südwestaustralien. Zu den Proteaceae gehört die Macadamia, die einzige kommerzielle Nahrungspflanze aus Australien. Die Arten wachsen meist als Sträucher im Unterwuchs von Eukalyptus- und Akazien-Wäldern sowie in Heiden.
Von den Orchideen wächst rund ein Viertel als Epiphyt in den tropischen Regenwäldern, die anderen terrestrisch in den übrigen Landesteilen. Die artenreichsten Gattungen sind Caladenia und Pterostylis mit jeweils rund 100 Arten.
Weitere Gattungen mit über 100 Arten sind Eremophila (214, endemisch, Scrophulariaceae), Cyperus (150, Cyperaceae), Stylidium (150, Stylidiaceae), Goodenia (140, Goodeniaceae), Boronia (131, Rutaceae), und Olearia (130, Asteraceae). Die Zahlenangaben der Flora of Australia sind teilweise bereits überholt, so gibt es in der Gattung Stylidium in Australien bereits über 220 beschriebenen Arten.

### Kryptogamen
Die Gefäßsporenpflanzen (Farne und Bärlappe) sind mit rund 450 Arten in 150 Gattungen aufgrund des großteils trockenen Kontinents nicht besonders zahlreich. Der Endemismusgrad ist mit 40 Prozent ebenfalls nicht besonders hoch.
Die Anzahl der bekannten Moosarten beträgt rund 1850, wobei die Gesamtartenzahl auf rund 2200 geschätzt wird. Nur rund 25 Prozent davon sind endemisch.
Die Pilze Australiens sind bis jetzt kaum erforscht. Schätzungen gehen davon aus, dass erst fünf bis zehn Prozent der Arten beschrieben wurden, darunter der in Europa eingeschleppte Tintenfischpilz. Die Artenzahl wird auf rund 250.000 geschätzt. Die Flechten sind mit 3154 bekannten Taxa vertreten, von denen rund 35 Prozent endemisch sind.
Die Anzahl der Algenarten wird auf 22.000 geschätzt, wobei erst rund die Hälfte beschrieben ist.

### Forschungsgeschichte

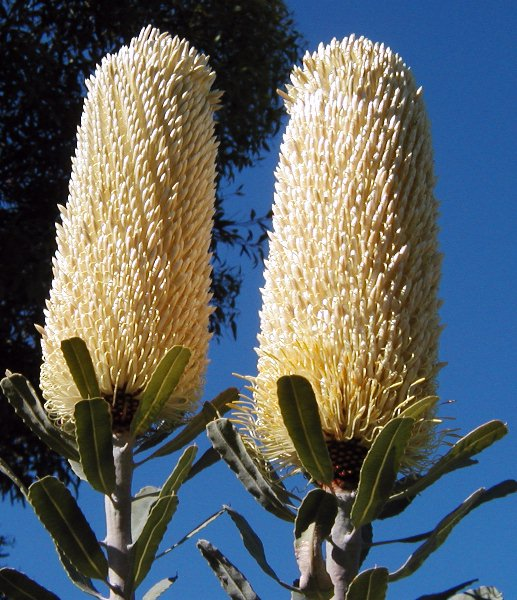
Joseph Banks war der erste bedeutende Erforscher der australischen Flora. Ihm zu Ehren wurde eine Proteaceen-Gattung Banksia genannt (hier Banksia sceptrum).

Die botanische Geschichte Australiens begann 1770, als Joseph Banks und Daniel Solander im Zuge der ersten Reise von James Cook vor allem in der Botany Bay australische Pflanzen sammelten. Ihre Ergebnisse haben sie allerdings nicht publiziert. Banks schickte in den folgenden Jahrzehnten mehrere Botaniker auf Forschungsreisen nach Australien, der bedeutendste unter ihnen war Robert Brown, der 1801 bis 1803 mehrere tausend Exemplare sammelte. Von seiner geplanten Flora (Prodromus Florae Novae Hollandiae et Insulae Van Diemen) erschien allerdings nur der erste Band. Sie umfasste bereits 2040 Taxa. 1814 veröffentlichte Brown eine Liste mit 4200 Taxa, und nach einer Expedition ins Landesinnere 1849 eine Liste mit rund 7000 Taxa. Grundlegend für das Verständnis der Flora waren auch die Arbeiten von Joseph Dalton Hooker, der 1860 die Florenbeziehungen zu den anderen Kontinenten erkannte. Lange war die Erforschung der Flora von Europa ausgegangen, das Zentrum der Forschung waren ab den 1850er Jahren die Royal Botanic Gardens in Kew. Auch die erste Flora Australiensis von George Bentham erschien (1863–1878) in England. Der erste bedeutende Taxonom, der in Australien selbst arbeitete, war Ferdinand Mueller, der von 1853 bis 1896 Government Botanist von Victoria war. Seit Muellers Zeit findet der Großteil der Forschung im Lande selbst statt. Im 20. Jahrhundert wurden für alle Teilstaaten eigenen Floren erarbeitet. Seit 1981 gibt es das Projekt der Flora of Australia, die auf 59 Bände ausgelegt ist und die Gefäßpflanzen sowie Flechten beinhalten wird. Parallel dazu werden die Fungi of Australia und die Algae of Australia herausgegeben.

## Florenbeziehungen
Die Flora Australiens ist durch die Zugehörigkeit Australiens zum Südkontinent Gondwana, die bis vor 40 Millionen Jahre andauerte, geprägt. Danach, mit der Nordwanderung des Kontinents, wurde das Klima trockener. Im Pliozän kam es zum Kontakt der australischen mit der melanesischen Flora Südostasiens. Die engsten floristischen Beziehungen bestehen zu den Gondwana-Nachbarn Neuseeland, Südamerika, Neukaledonien und Neuguinea, wobei dies Schwesterbeziehungen sind und keine Vorfahr-/Nachfahr-Beziehungen.

### Verbindungen zu anderen Kontinenten

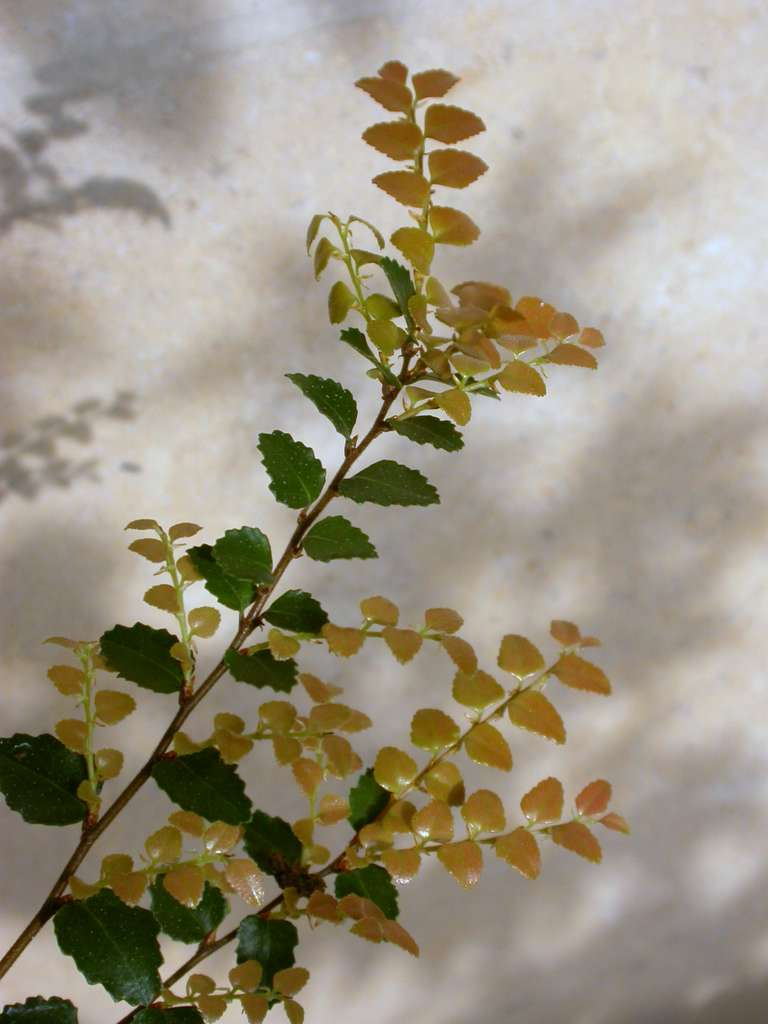
Nothofagus ist ein Gondwana-Florenelement (Nothofagus cunninghamii)

Ungeachtet des hohen Endemismus-Grades gibt es ausgeprägte Beziehungen der australischen Flora zu anderen Gebieten. Es werden vier Floren-Verbindungen (tracks) unterschieden. Sie enthalten jene Taxa, die Australien mit anderen Erdteilen gemeinsam hat:
- Süd-Pazifik-Verbindung:
  - Südteil: Diese Florenelemente teilt sich Australien mit Neuseeland und dem Süden Südamerikas. Hierzu gehören Nothofagus, Araucariaceae, Winteraceae, Podocarpaceae (Austrobaxus, Pilgerodendron, Libocedrus, Paduacedrus), die alle in kühltemperierten Gebieten wachsen. Diese Verbindung ist ein gemeinsames Gondwana-Erbe.
  - Der Nordteil verbindet Nordwest-Australien mit Neuguinea, West-Malesien, Neukaledonien und Fidschi und umfasst etliche Arten der Monsunwälder. Früher interpretierte man dieses Florenelement dahingehend, dass die Arten nach Australien eingewandert seien. Heute sieht man sie als Teil der Gondwana-Flora an.

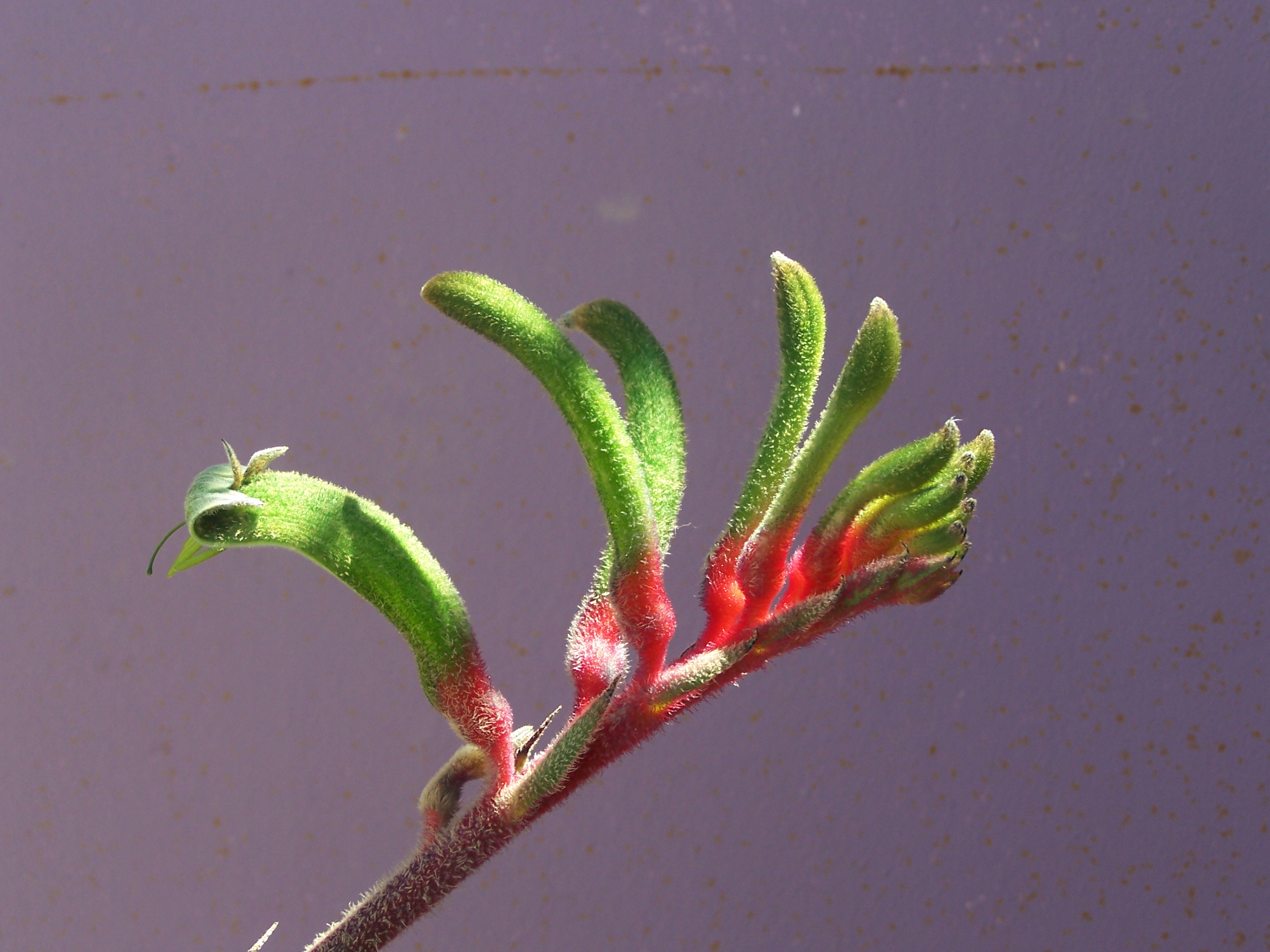
Die Haemodoraceae gehören zu den Florenelementen, die Australien mit Afrika verbinden (hier Anigozanthos manglesii, die allerdings nur in Westaustralien vorkommt)

- Die Äquatorial-Verbindung stellt das tropische Element der Flora dar. Sie wurde lange als invasives Element interpretiert und verbindet Australien mit Afrika, Indien und Malesien. Zu den 177 Gattungen gehören Celtis, Beilschmiedia und Ilex. Neben dem tropischen gehört ein Teil der Monsun-Flora hierher, möglicherweise spiegelt sie eine pantropische Flora rund um die spät-kreidezeitliche Tethys wider. Auch diese Verbindung ist ein Gondwana-Erbe.
- Die Trans-Indischer-Ozean-Verbindung beinhaltet Taxa, die Australien mit Afrika, aber nicht mit Indien oder Melanesien teilt. Hierzu zählen die Proteoideae (Unterfamilie der Proteaceae), Haemodoraceae und Adansonia. Die Entstehung dieser Verbindung ist unklar, sowohl sekundärer Verlust in Indien wie auch Ausbreitung in jüngerer Zeit werden diskutiert.
- Das letzte Element stellt die pan-temperate Verbindung dar mit Festuca, Poa und Euphrasia: sie verbindet Australien mit den temperaten Gebieten der Nordhalbkugel. Die Herkunft dieser Verbindung ist ungeklärt.

### Florenelemente und -regionen
Innerhalb Australiens werden drei große Florenelemente unterschieden, die gleichzeitig Florenregionen innerhalb Australiens entsprechen. Das bedeutet, dass diese Florenelemente gleichzeitig ihren Verbreitungsschwerpunkt in der gleichnamigen Region haben. Diese drei entsprechen den älteren Florenzonen von Burbidge, hinzu kommen noch zwei kleinere Elemente:
- Das Torres-Element (Tropische Zone bei Burbidge) umfasst die tropischen Eukalyptus-Savannen sowie die laubwerfende Monsun-Savannen.
- Das Bassische Element (Temperate Zone) umfasst die temperaten Eukalyptus-Wälder mit sklerophyllen Sträuchern (Akazien, Proteaceae, Epacridaceae, Myrtaceae) in den kühl-temperierten Gebieten mit Winterregen. Hier gibt es eine starke floristische Trennung zwischen dem Südosten und dem Südwesten, mit einem hohen Endemismusgrad besonders im Südwesten (125 endemische Gattungen). Dies ist auf die lange Trennung zurückzuführen, da die Nullarbour-Ebene seit dem frühen Tertiär eine Barriere darstellt.

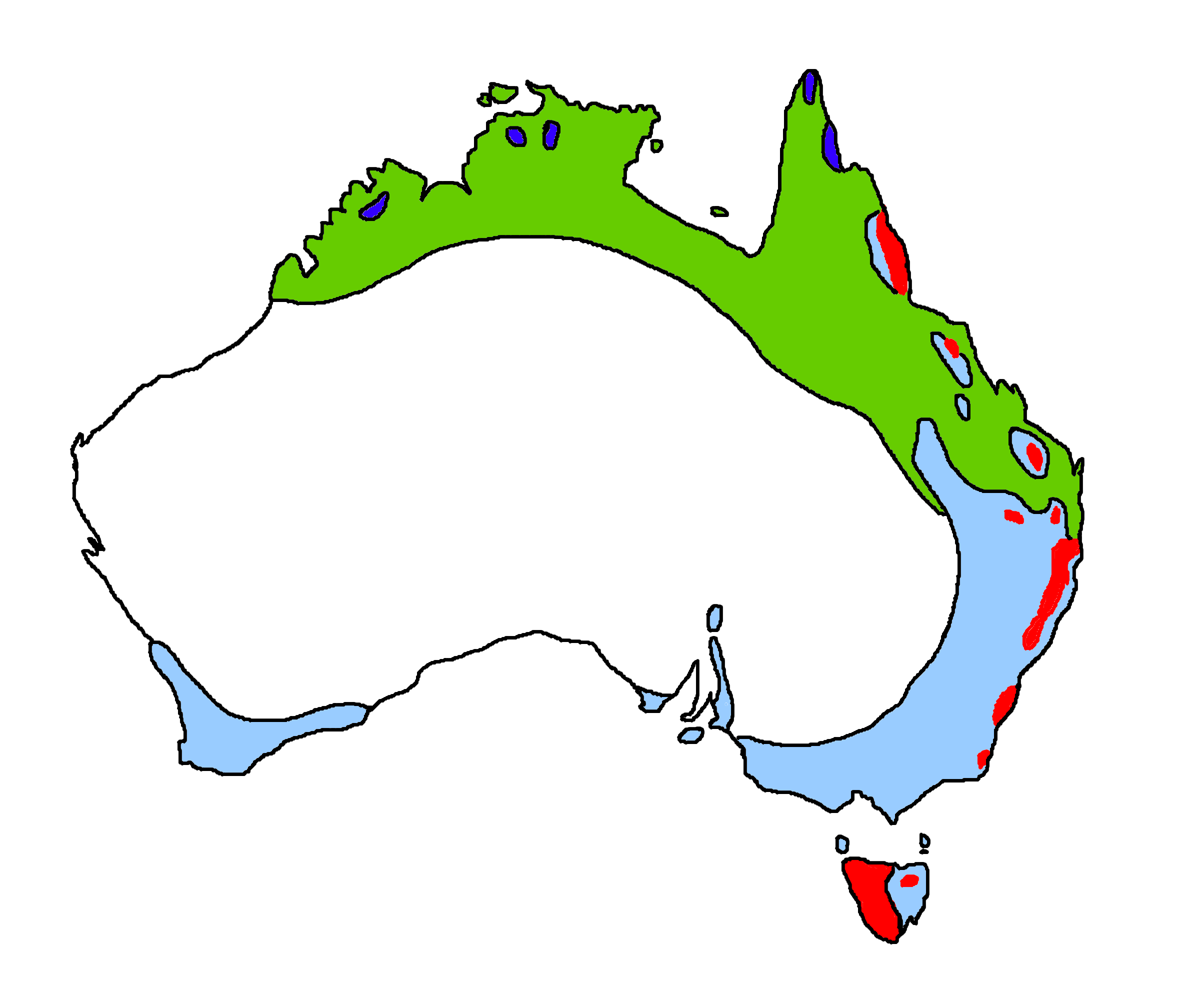
Florenelemente und -regionen:
grün: Torres-Element;
blau: Bassisches Element;
weiß: Eyre-Element;
rot: Tumbuna-Element;
dunkelblau: Irian-Element.

- Das Eyre-Element (Eremäische Zone) umfasst die Arten beziehungsweise das Gebiet des trockenen Zentral-Australien: die Wüstensteppen, Hummock, Mulga und Mallee. Das Gebiet ist in etwa mit dem Gebiet mit weniger als 250 mm Niederschlag gleichzusetzen. Die Flora ist jung und durch viele kosmopolitische Familien geprägt: Poaceae, Chenopodiaceae, Brassicaceae, Aizoaceae. Dennoch verfügt diese Zone über 85 endemische Gattungen. Die Trockenheit ist besonders seit dem Miozän (15 Mio. Jahre) ausgeprägt. Die heute trockenadaptierten Arten entwickelten sich parallel aus Arten in angrenzenden temperaten Gebieten, es gab somit keine eigene Radiation. Dies trifft besonders für die Akazien, auch für Eremophila und Dodonaea zu. Die Chenopodiaceae jedoch (Sclerolaena, Maireana) erfuhren eine deutliche Radiation.

Diese drei Florenelemente entsprechen dem autochthonen Element der älteren Literatur.
Zusätzlich werden zwei weitere Elemente unterschieden:
- Das Tumbuna-Element sind die temperaten bis subtropischen Regenwald-Elemente wie etwa Nothofagus. Sie sind Relikte des Eozän-Regenwaldes und gondwanischen Ursprungs. Sie kommen von Tasmanien bis in die Hochländer Neuguineas vor. Weiters zählen zu diesem Florenelement Araucaria, Podocarpus, Dacrydium, Anacolosa, Myrtaceae, Proteaceae, aber auch die altertümlichen Pflanzenfamilien der Regenwälder (siehe unten).
- Das Irian-Element umfasst viele Arten des tropischen Regenwalds und hat eine starke Beziehung zu Malesien und besonders zu Süd-Neuguinea. In Australien ist es nur in den nördlichen tropischen Regenwald-Gebieten vorhanden. Dieses Florenelement wurde früher als intrusives Element bezeichnet, da angenommen wurde, diese Arten seien von Norden nach Australien eingewandert. Dies wird heute bezweifelt.

## Ökologische Anpassungen

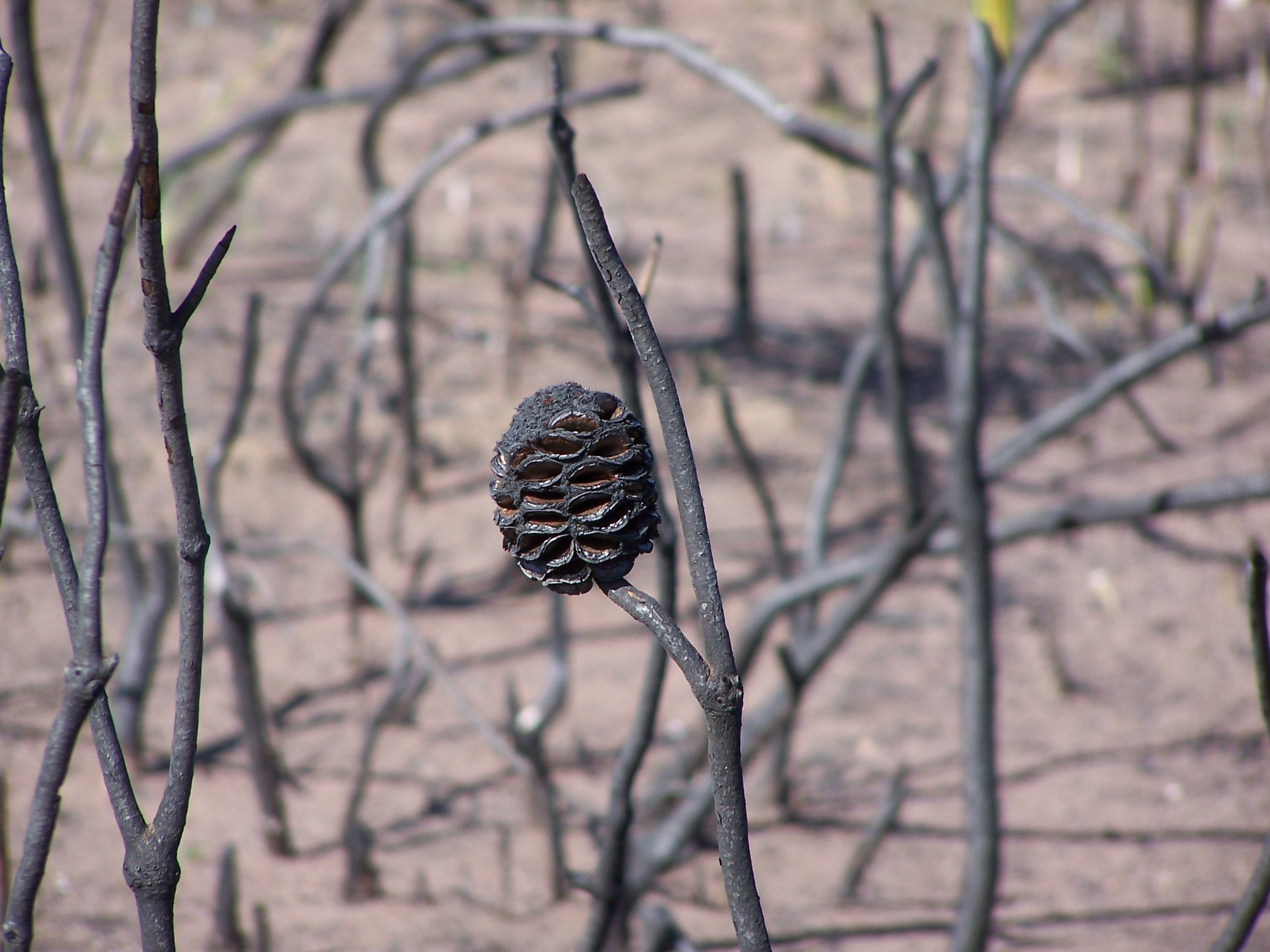
Fruchtstand von Banksia telmatiaea („Swamp Fox Banksia“), dessen Früchte sich nach einem Feuer geöffnet haben.

Ein für die meisten Standorte mit Ausnahme der Regenwälder gemeinsames Merkmal ist die Nährstoff-Armut, besonders an Phosphor. Daher ist der Anteil der Pflanzen, die in einer Symbiose mit sogenannten Mykorrhizapilzen leben, höher als in anderen Kontinenten. Eine Alternative dazu ist die Bildung von Proteoidwurzeln zur Verbesserung der Phosphataufnahme, die vor allem bei den Proteaceae vorkommt. Diese Pflanzen besitzen meist keine Mykorrhiza.
Australien ist sehr arm an laubwerfenden Gehölzen. Die meisten Gehölze besitzen ausdauernde, harte Blätter. Sie sind skleromorph: Die Blätter sind relativ klein, häufig sind die Stomata eingesenkt. Sklerophyllie ist nicht allein eine Anpassung an die Trockenheit, sondern auch an den Nährstoffmangel, also eine Peinomorphose. Sklerophyllie ist nicht auf die ariden Gebiete beschränkt, sondern ist auch in den niederschlagsreichen, aber nährstoffarmen Gebieten im Südosten die Regel. In den Trockengebieten fehlen große Sukkulente, wie sie in anderen Kontinenten häufig sind. Lediglich auf Salzstandorten finden sich krautige Blattsukkulente.

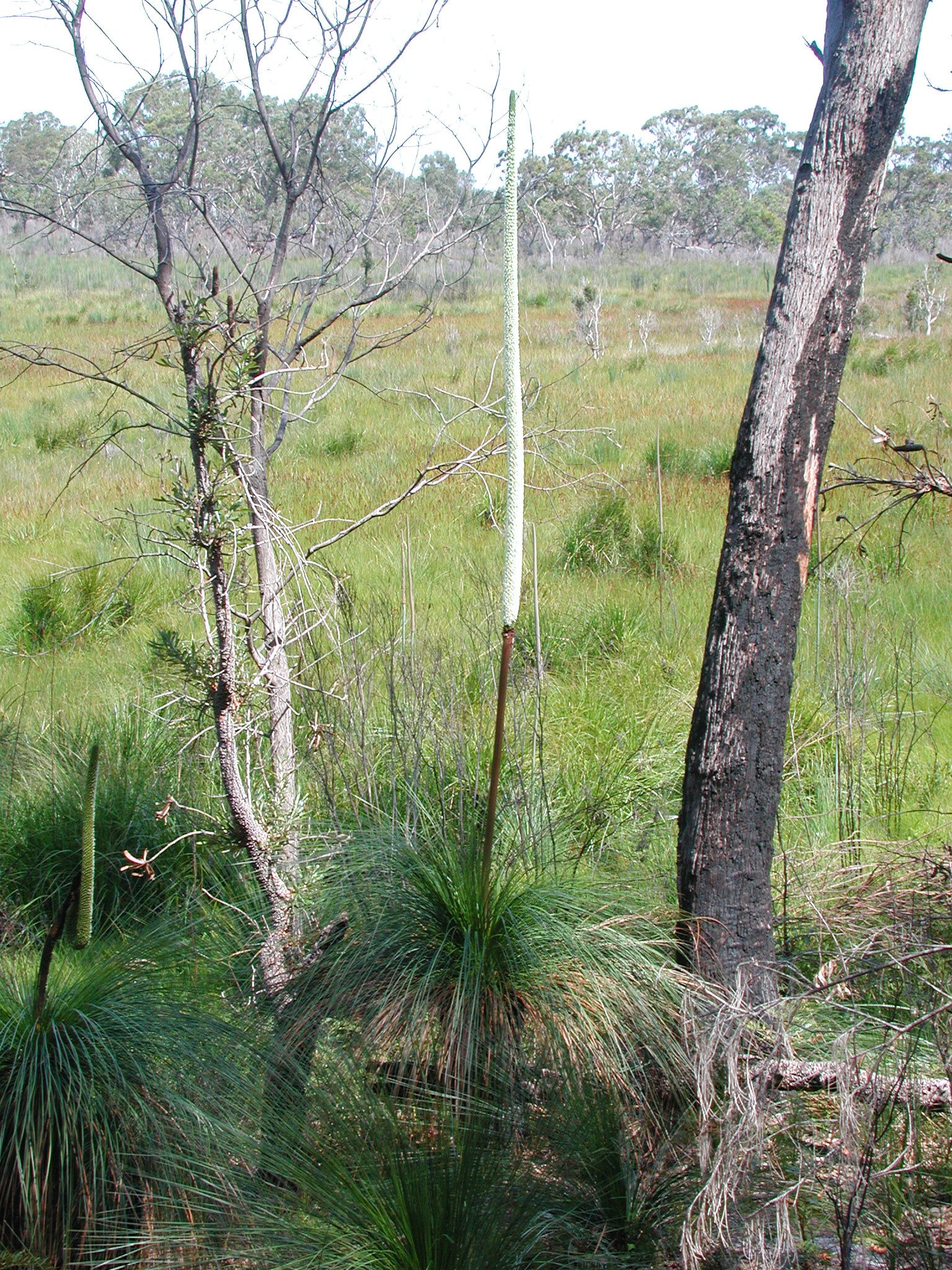
Grasbäume blühen immer nach einem Feuer

Ein weiterer Umweltfaktor, der ganz Australien (wieder mit Ausnahme der Regenwälder) prägt, ist das Feuer, ein integraler Bestandteil der australischen Umwelt. Am häufigsten treten Feuer nicht im ariden Inneren auf, sondern im relativ regenreichen Südosten, wo die Niederschläge allerdings recht unregelmäßig und Dürreperioden häufig sind. Hier kommen Brände etwa alle drei bis 10 Jahre vor, im Südwesten hingegen etwa alle 10 bis 20 Jahre, sowie im übrigen Land etwa alle 20 oder mehr Jahre. Pro Jahr brennen zwischen vier und zehn Prozent der Landesfläche. Es gibt zwei Grundstrategien der Pflanzen, Feuer zu überleben: Die Bildung großer Samenmengen, die entweder im Boden akkumulieren oder in verholzten Früchten gespeichert werden. Die Samen keimen nach einem Feuer beziehungsweise werden erst nach dem Feuer ausgestreut. Die andere Strategie ist, dass die  Pflanzen feuerresistent sind (etwa durch dicke Borken) oder zumindest über Organe verfügen, die Feuer überstehen, zum Beispiel unterirdische Speicherorgane mit schlafenden Knospen. Weit verbreitet sind die Wurzelknollen (Lignotuber) vieler Eukalypten, die den Mallee prägen. Die in den Wurzelknollen gespeicherten Nährstoffe erlauben ein rasches Wiederaustreiben nach einem Brand. Einige Arten blühen erst direkt nach einem Feuer, etwa die Grasbäume, sodass die Samen relativ konkurrenzarm und durch die Asche mit Nährstoffen gut versorgt keimen können.

## Fossil-Geschichte

### Präkambrium bis Jura
Fossile Stromatolithen aus dem Nordwesten gehören mit 3,46 bis 3,52 Milliarden Jahren zu den ältesten Fossilien weltweit. Die ersten Landpflanzen sind aus dem Obersilur/Unterdevon aus Victoria bekannt: die krautige Baragwanathia-Flora war von Urfarnen (Rhynia und Trimerophyten) geprägt und wuchs auf äquatornahen, feuchten Standorten. Im Mitteldevon traten die ersten strauch- und baumförmigen Lycophyten auf, im Spätdevon Schachtelhalme, Farne und Progymnospermen.
Im frühen Karbon dominierten baumförmige Lycophyten, wie Bumludendron queenslandii, im Gegensatz zur Nordhemisphäre gab es in Australien nur geringe Kohle-Bildung. Im kühleren späten Karbon dominierten Samenfarne (Notoracopteris, Fedekurtzia, Botrychiopsis). Nach der Gondwana-Vereisung im späten Karbon/frühen Perm entstand die Glossopteris-Flora, die erste Gondwana-Flora, die im Perm vorherrschte. In der Trias dominierten Koniferen, Lycophyten und Palmfarne. Diese Gruppen starben im Jura vielfach aus, und wurden durch neue Taxa ersetzt: Bennettitales, Caytoniales; weiterhin häufig waren Farne, Schachtelhalme und Koniferen. Australien befand sich damals in mittleren bis hohen Breiten (35–65° S). Die Flora war relativ kosmopolitisch und besaß nur einige Gondwana-Elemente.

### Kreide

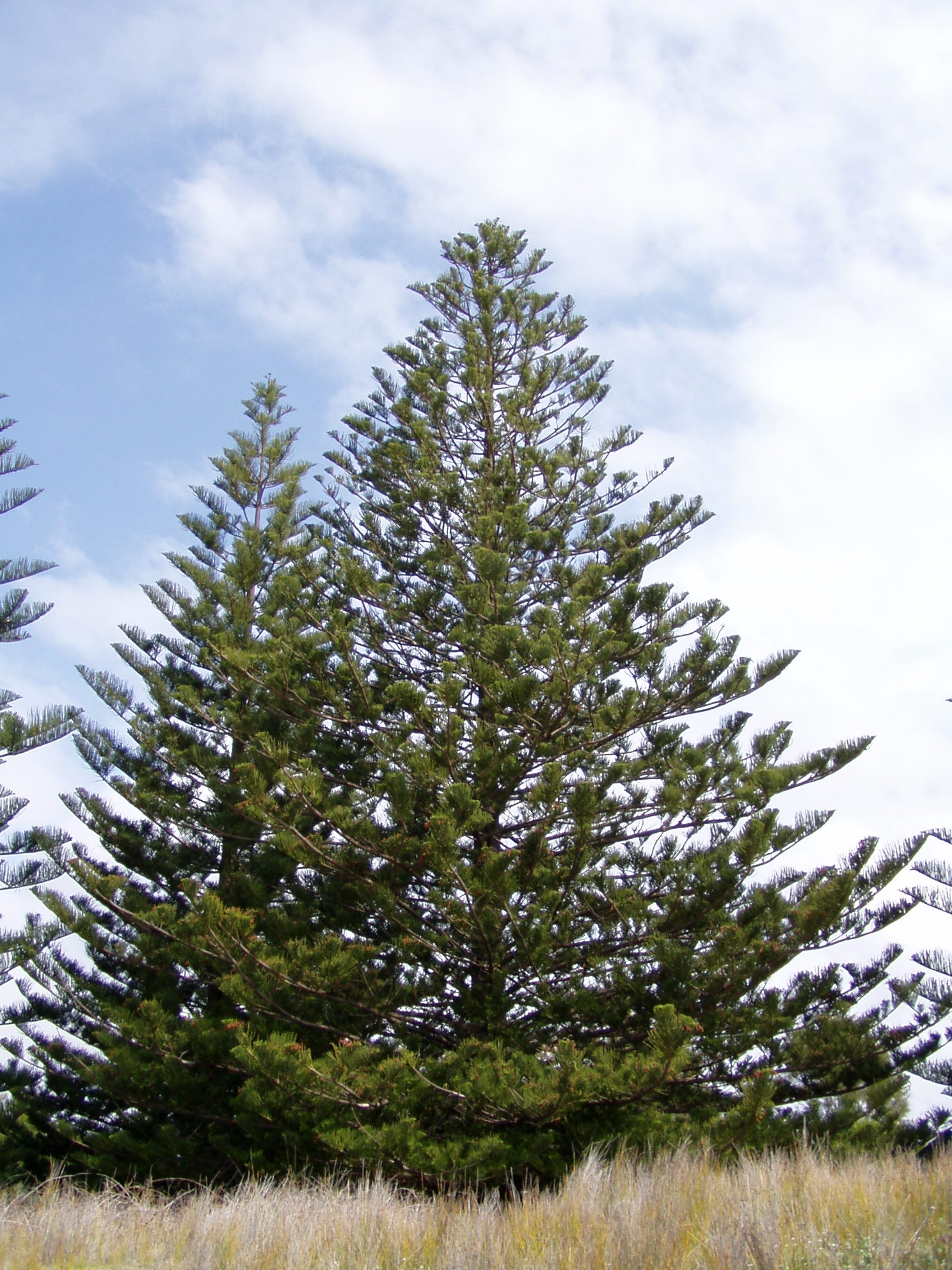
Araucaria heterophylla in New South Wales. Araukarien sind ein sehr altes Element der australischen Flora.

In der Kreidezeit hat die heutige australische Flora ihren Ursprung. Zu dieser Zeit war die Gondwana-Verbindung mit der Antarktis nach wie vor aufrecht, Australien befand sich in sehr hohen Breiten (50–80° S). Es herrschte ein mildes Klima und es dominierten offene Wälder. An der Grenze Barremium-Aptium wanderten die ersten Bedecktsamer nach Gondwana ein, Vertreter der Magnoliiden. Am Beginn der Kreide überwog Koniferenwald mit einem Unterwuchs aus Farnen, Palmfarnen und Bennettiteen. Der Florenwandel hin zu den Bedecktsamern trat nur allmählich ein. Im Valangium wurden die Podocarpaceae und Araucariaceae, beides Koniferen, häufiger und dominierten über weite Gebiete die Vegetation. Ebenso wurden die Bedecktsamer häufiger, wie an der Fossillagerstätte der Winton-Formation (Queensland) abzulesen ist.
Im Turonium war die Verbindung zur Antarktis über Tasmanien noch vorhanden. Es traten die ersten rezenten Podocarpaceae und die ersten Proteaceae auf. Im Campanium trat erstmals Nothofagus auf. Besonders vielfältig wurden die Proteen im Maastrichtium mit Macadamia, Grevillea und anderen Gattungen.
Am Ende der Kreide waren bereits alle Pflanzenfamilien präsent, die im Tertiär prominent vertreten waren. In der späten Kreidezeit dominierten Wälder aus Podocarpaceae und Proteaceae in der Baumschicht und einem Unterwuchs aus Proteaceae, Winteraceae, Trimeniaceae und Ilex.

### Tertiär
Im Paläozän spielten die Koniferen eine große Rolle, daneben einige der alten Gondwana-Familien wie Proteaceae, weniger die Casuarinaceae, Myrtaceae und Fagaceae. Im Eozän ging die Rolle der Koniferen stark zurück, während die Pollen der von Nothofagus stark anstiegen. Die Flora einer Fundstelle bei Anglesea gleicht in Diversität und Zusammensetzung den heutigen Regenwäldern in Nord-Queensland, wobei die Lorbeergewächse dominieren. Hier wurde auch das älteste Blattfossil einer Myrtaceae (Myrtaciphyllum) gefunden, während Pollen aus dem gesamten Tertiär bekannt ist. Auch an anderen Fundorten sind die Lorbeergewächse dominant, daneben auch Elaeocarpaceae, Myrtaceae, Proteaceae und Podocarpaceae. In Südaustralien herrschte ein warm-temperiertes bis tropisches Klima vor und ermöglichte vielfältige, geschlossene Wälder, deren verwandte Taxa sich heute in Queensland finden. Den vielfach in der Literatur genannten pan-australischen Nothofagus-Wald dürfte es nicht gegeben haben, da es auf dem Festland kein einziges Makrofossil gibt, lediglich weit verbreitete Pollenfunde. Die tasmanische Flora ähnelte bereits der heutigen.
Oligozän und Miozän lassen sich nur schwer trennen. Die Flora war wesentlich weniger divers und die Blätter wurden skleromorph und kleiner. Das wird als Folge der Trennung Australiens von der Antarktis gedeutet: Durch die Eiskappenbildung der Antarktis und veränderte Meeresströmungen wurde das Klima trockener. Die Myrtaceae wurden häufiger, die sklerophylle Gattung Leptospermum erschien. Die Proteaceae wurden ebenfalls häufiger, die Süßgräser, Chenopodiaceae und Mimosaceae (Acacia) traten erstmals auf. Obwohl Acacia aus dem gesamten Tertiär nur durch ein Blattfossil bekannt ist, muss die Gattung als Gondwana-Element wesentlich älter sein. Am Ende des Miozän traf die australische Platte auf die Sunda-Platte, jedoch ist aufgrund von fehlenden Fossilien kein Florenaustausch bekannt.
Im Pliozän, das arm an Megafossilien ist, setzte sich der Trend in Richtung rezenter Taxa fort.

### Quartär
Während der Eiszeiten im Quartär waren Tasmanien und Neuguinea mit Australien verbunden, die Vergletscherung erfasste größere Teile Tasmaniens und kleine Gebiete der südöstlichen Gebirge. Während der Vereisungen kam es zum Rückzug der Regenwälder, in den Zwischeneiszeiten kehrten sie – in immer abgewandelter Zusammensetzung – wieder zurück. Aus den ariden Teilen ist wenig bekannt. Seit mindestens 40.000 Jahren beeinflusst der Mensch die Flora und Vegetation. Ungefähr zur gleichen Zeit starben auch etliche Säugetiere aus, deren Fehlen möglicherweise ebenfalls zu Vegetationsveränderungen geführt hat. Vor rund 12.000 Jahren wurden in Südaustralien die Chenopodiaceen- und Gras-Steppe von Casuarina- und Eukalyptus-Wäldern abgelöst, wobei sich mit der Zeit immer mehr die Eucalyptus-Arten durchsetzten. Als Ursache werden häufigere Feuer-Ereignisse angenommen, die von Eucalyptus besser ertragen werden. Wie stark der Mensch das Feuer-Regime verändert hat, ist nicht bekannt, sind Feuer in Australien doch seit dem Tertiär bekannt.
Nach der Besiedelung durch Europäer kam es zu großflächigen Rodungen und zur Einschleppung fremder Arten (siehe unten).

## Vegetation

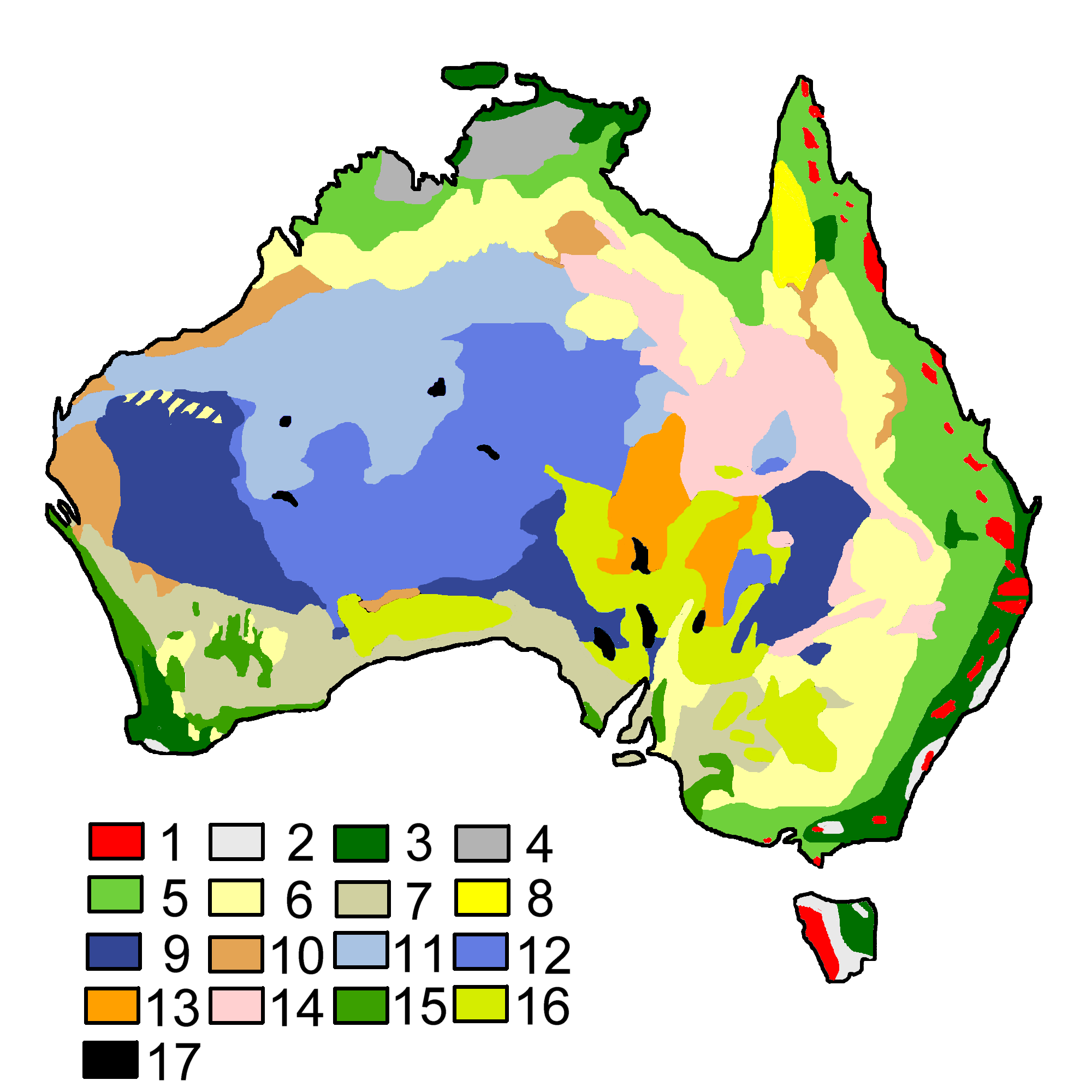
Vereinfachte Karte der ursprünglichen Vegetation. 1 Regenwälder, 2 hohe offene Wälder, 3 offene Eukalyptus-Wälder, 4 Tropische Eukalyptus-Savanne, 5 humide Eukalyptus-Gehölze, 6 trockene Eukalyptus-Gehölze, 7 Mallee, 8 Melaleuca-Wälder, 9 Mulga, 10 andere Akazien-Gehölze, 11 Spinifex-Grasland, 12 Spinifex/Mulga-Gebiet, 13 Hummock von Zygochloa dominiert, 14 Mitchell-Grasland, 15 Heiden, 16 Chenopodien-Gebüsche, 17 Binnengewässer.

Die Gliederung der australischen Vegetation folgt heute meist den strukturellen Formationen, die R. L. Specht 1970 aufgestellt hat. Specht gliederte die Vegetation in einer zweidimensionalen Tabelle nach den Gesichtspunkten Lebensform und Wuchshöhe der höchsten Vegetationsschicht und Bodendeckung dieser Schicht („foliar projective cover“). Die wichtigsten Formationen sind demnach geschlossene Wälder, offene Wälder, „woodlands“ (entsprechen in etwa der Savanne), Strauchvegetation und Grasländer. Dieser Gliederung folgte auch R. H. Groves im Einleitungsband der Flora of Australia und in der Australian Vegetation. Eine neuere Gliederung, die auch floristische Aspekte berücksichtigt, ist die von der National Land and Water Resources Audit im Australian Native Vegetation Assessment 2001 veröffentlichte Unterteilung in Haupt-Vegetationsgruppen („Major Vegetation Groups“, MVG). Die folgende Darstellung folgt der Australian Vegetation, wobei die MVG in die größeren Gruppen eingegliedert werden.

### Regen- und Feuchtwälder
Regenwälder finden sich entlang der gesamten Nord- und Ostküste von den Kimberley Ranges bis nach Tasmanien. Sie umfassen damit die tropischen Zonen bis zur kühl-gemäßigten Zone. Es sind geschlossene Wälder („closed forests“) mit über 1200 mm Jahresniederschlag. Sie umfassen rund 30.000 km², weitere rund 13.000 km² sind seit der europäischen Besiedlung verloren gegangen. Der Einteilung in MVG entsprechen die Regenwälder der MVG 1, „Rainforest and vine thickets“ (Regenwald und Lianen-Dickichte). Es gibt verschiedene Ansätze, die Regenwälder zu klassifizieren, eine häufig verwendete ist die von Webb, der die Einteilung nach physiognomisch-strukturellen Kriterien vornimmt, nicht nach floristischen: Lianen-, Farn- und Moos-Wälder unterteilt er weiter nach Blattgröße, Belaubungsdauer und Komplexität.

#### Nördliche Regen- und Feuchtwälder

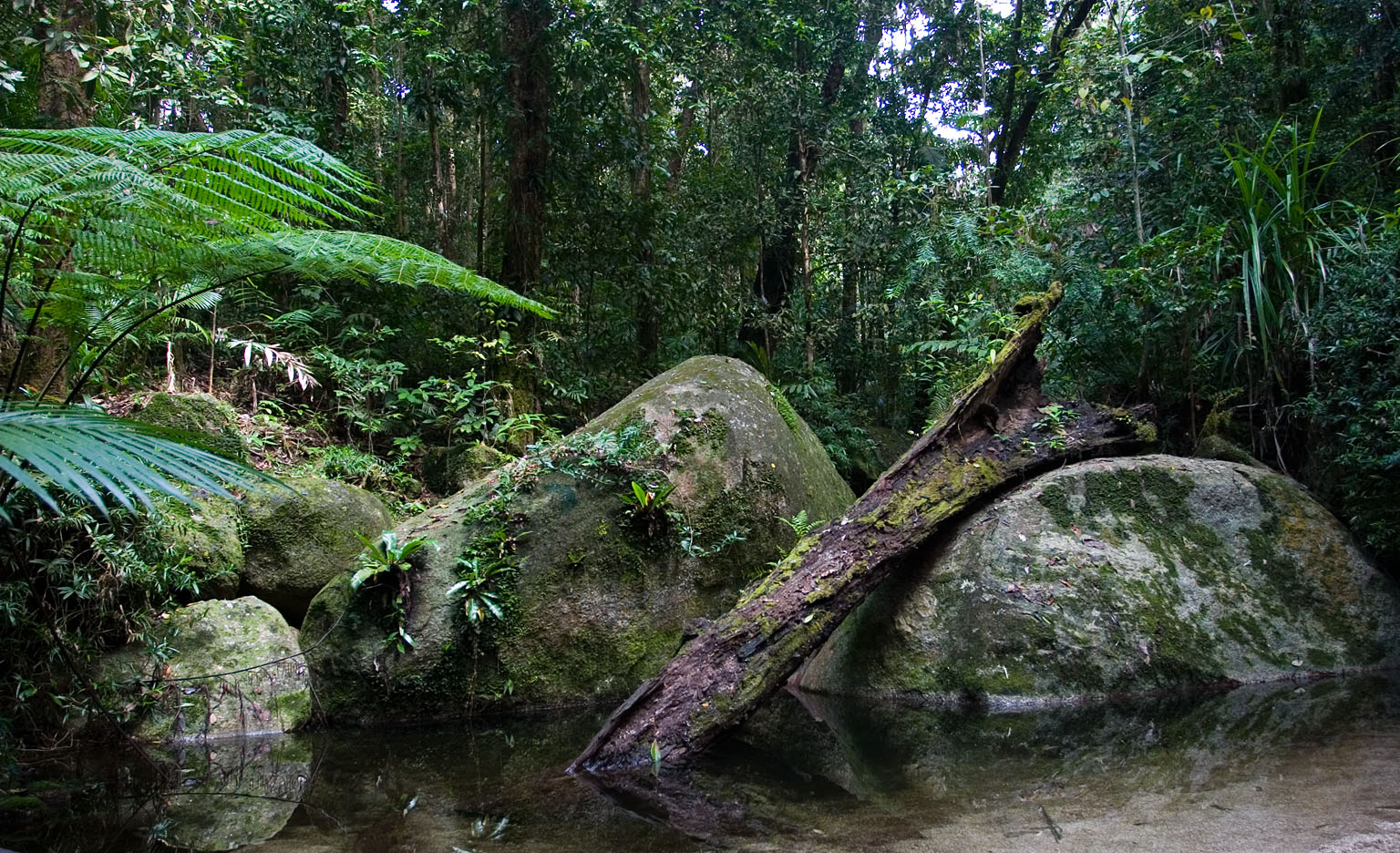
Daintree National Park

Die tropischen Regen- und Monsunwälder (in Australien Dry Rainforests, „Trockene Regenwälder“ genannt) sind sehr artenreich. Hier finden sich etliche urtümliche Vertreter der Bedecktsamer: Bubbia und Tasmannia (Winteraceae), Galbulimima (Himantandraceae), Eupomatia (Eupomatiaceae), Austrobaileya (Austrobaileyaceae) und Idiospermum (Calycanthaceae). Diese Vorkommen gelten als Reliktvorkommen. Die Regenwälder sind sehr diskontinuierlich verbreitet.
- Die Regenwald-Reste in den Kimberley Ranges bestehen aus 400 bis 500 Mikro-Standorten („pockets“) an schwer zugänglichen Stellen, die erst seit den 1960er Jahren bekannt sind und jeweils meist nur wenige Hektar groß sind. Es sind halbimmergrüne Lianenwälder („semi-evergreen mesophyll forests“, SDMVF) mit bis zu 15 Metern Baumhöhe. Das Vorkommen dürfte durch das Fehlen von Feuerereignissen an den Standorten bedingt sein.
- Die Regenwälder im Northern Territory umfassen den Kakadu-Nationalpark und das Arnhemland. Es sind laubwerfende Lianen-Wälder, die arm an Epiphyten sind, was durch die monsunbedingte Saisonalität der Niederschläge bedingt ist.

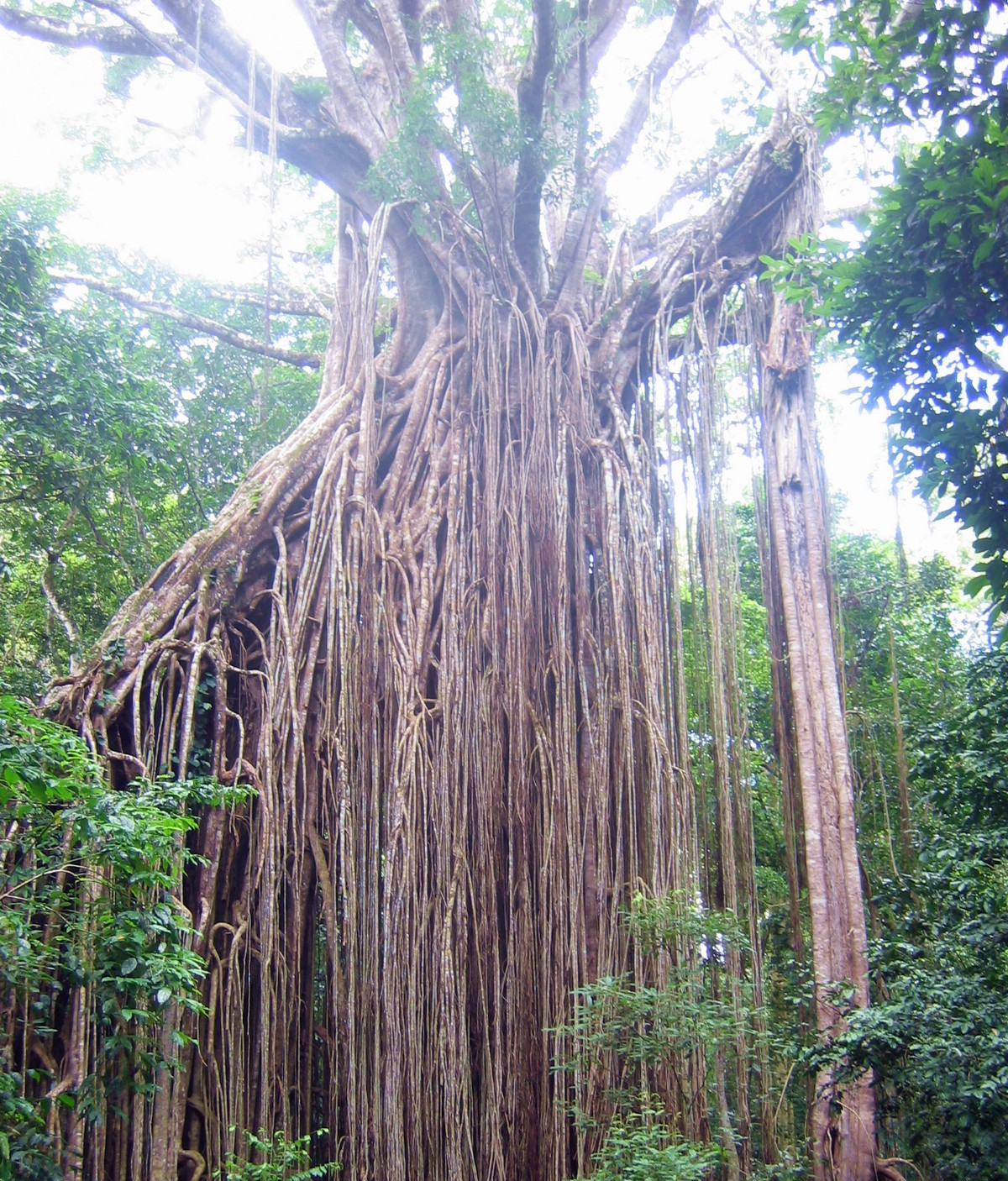
Der Curtain Fig Tree (Ficus virens), eine Würgefeige der Atherton Tablelands.

- Auf der Cape-York-Halbinsel gibt es ausgedehnte Monsunwälder (260.000 Hektar), die bis 14° südlicher Breite reichen. Es gibt drei Waldtypen: Der halb-wechselgrüne mesophylle Lianen-Wald („semi-deciduous mesophyll vine forest“) erreicht 25 bis 50 Metern Höhe und ist durch viele Lianen und epiphytische Gefäßpflanzen gekennzeichnet. Die Bäume bilden Brettwurzeln aus. Der immergrüne Lianen-Wald („evergreen notophyll vine forest“) ist durch Palmen gekennzeichnet (Livistonia, Archontophoenix, Calamus) und wird bis 20 Meter hoch. Der Sanddünen-Regenwald besiedelt die Küsten-Sanddünen der Ost- wie Westküste.
- Die Atherton Tablelands bilden mit rund 800.000 Hektar die größte zusammenhängende Regenwald-Fläche. Sie erstreckt sich von den Tiefland-Wäldern an der Küste bis zu montanen Regenwäldern auf der Hochfläche (800 m). Es werden elf größere Waldtypen unterschieden. Der häufigste ist der einfache notophylle Lianenwald („simple notophyll vine forest“ = SNVF) mit reichlich Lianen, Baumfarnen und Epiphyten.

Besonders im Hinterland der Atherton Tablelands gibt es eine sehr breite Übergangszone zur offenen Parksavanne, besonders mit dem Grasbaum Xanthorrhoea. Nach Süden geht der Monsunregenwald in den gemäßigten Regenwald über.

#### Südliche Regen- und Feuchtwälder

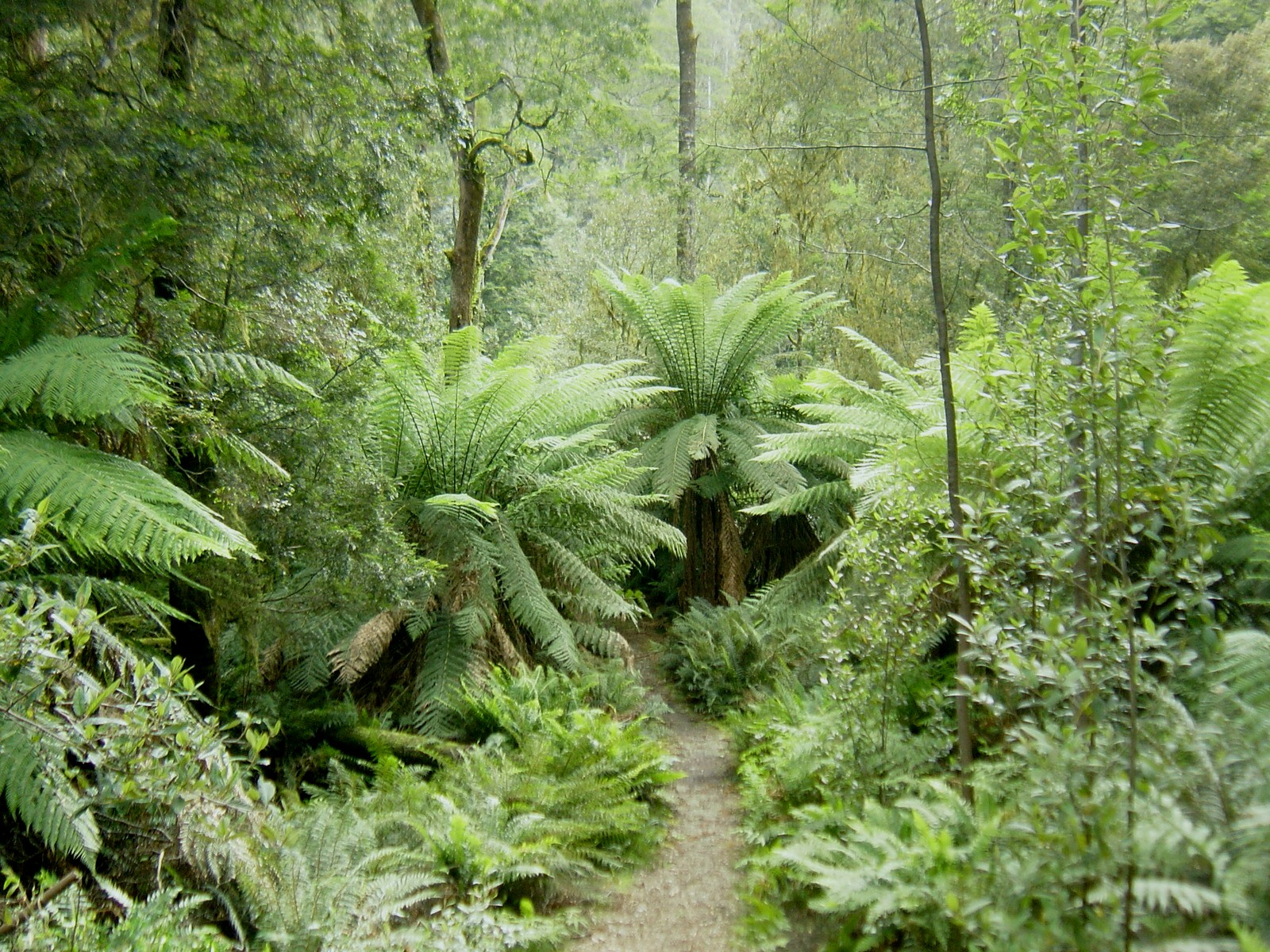
Temperierter Regenwald, Hellyer Gorge, Tasmanien.

Die südlichen subtropischen Regenwälder (Gondwana-Regenwälder), Lorbeerwälder und gemäßigten Regenwälder sind nach Süden immer kühler-temperiertes Klima gekennzeichnet und treten in New South Wales, Victoria und Tasmanien auf. Sie sind durch einen abnehmenden Anteil holziger Lianen und von Brettwurzeln gekennzeichnet. Die Baumschichten werden meist von nur einer Art dominiert, die je nach Standort wechseln: es sind das Vertreter der Gattungen Atherosperma, Athrotaxis, Ceratopetalum, Diselma, Doryphora, Eucryphia, Lagarostrobos und Phyllocladus, ganz besonders aber Nothofagus, das mit Nothofagus cunninghamii und Nothofagus moorei die wichtigsten Arten stellt. Die Bäume werden selten höher als 30 Meter, manchmal unter 5 Meter. Mit Ausnahme von Nothofagus gunnii sind alle Bäume und Sträucher immergrün. Farne, Moose und Flechten sind sehr artenreich; die letztgenannten beiden Gruppen stellen den Großteil der Epiphyten. In den Lorbeerwäldern New South Wales’ ist unter anderem die Wollemie (Wollemia nobilis) beheimatet, eine erst 1994 entdeckte Koniferenart.
Besonders in Tasmanien und Victoria gibt es eine breite Übergangszone zu den Eukalyptus-geprägten Tall Open Forests, die zur Hartlaubvegetationszone gehören. Dabei bilden die Regenwald-Arten die Unterschicht, während die um die 50 Meter hohen Eukalypten die nicht kronenschließende Oberschicht bilden. Diese Zone bildet sich in Gebieten mit seltenen Feuern (Intervalle 80 bis 400 Jahre), wo sich der Regenwald halten kann, sich aber nach Feuern die Eukalypten regenerieren können.

### Hartlaubwälder
Die Hartlaubwälder des stark genutzten Südwestaustraliens gelten als Biodiversitäts-Hotspot.

#### Hohe offene Wälder

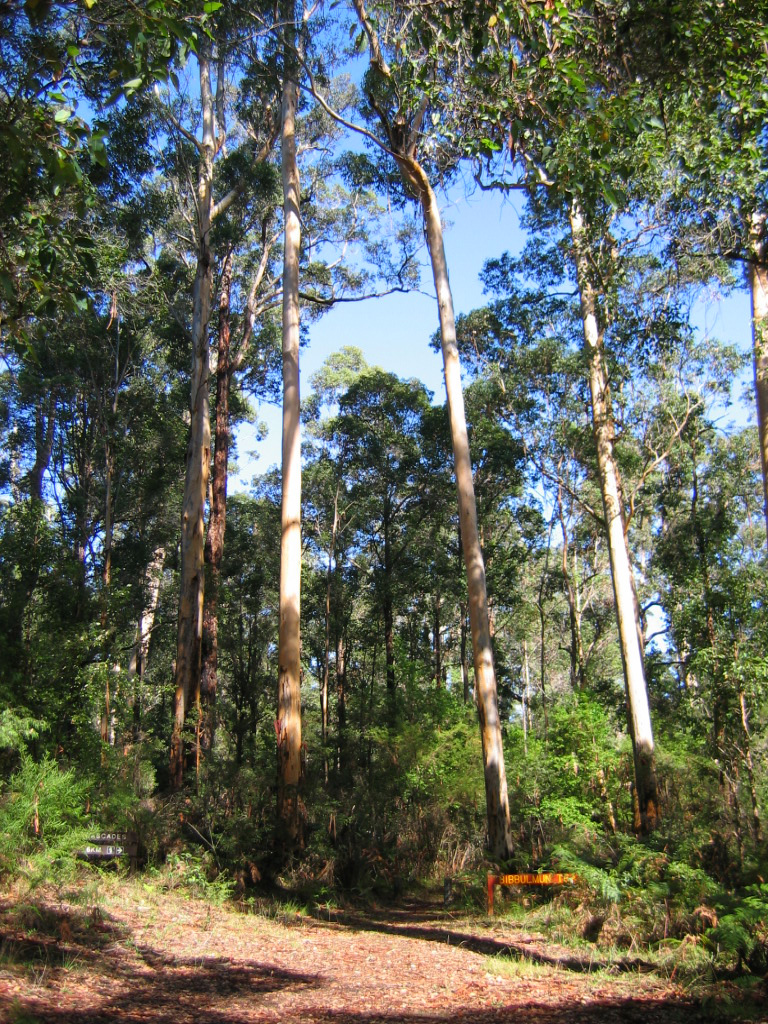
Karri-Wald nahe Pemberton.

Die hohen, offenen Wälder („Tall Open Forest“, MVG 2), auch als „wet scleropyhll forest“ bezeichnet, werden von Eukalyptus-Arten dominiert. Die Baumschicht ist über 30 Meter hoch, und ihr Laub deckt 30 bis 70 Prozent der Bodenfläche. Hier finden sich die höchsten Eukalypten wie Eucalyptus regnans, der über 100 Meter hoch werden kann. Die Eukalypten besitzen hohe, schaftartige Stämme und offene Kronen mit hängenden Blättern. Sie sind raschwüchsig. Der Unterwuchs besteht je nach Standort aus Regenwald, aus Gräsern und sklerophyllen Farnen, oder aus sklerophyllen Sträuchern. In Ost-Australien sind häufig Baumfarne im Unterwuchs (Cyathea und Dicksonia). Die Wälder kommen an Standorten mit hohen, verlässlichen Niederschlägen (1000 bis 2000 mm) vor, wobei der trockenste Monat über 50 mm Niederschlag hat. Feuer kommen in großen Abständen vor, bei über 80 Jahren Intervallen kann sich Regenwald als Unterwuchs ausbilden. Nur große Feuer vernichten auch die Baumschicht, kleinere Feuer vernichten nur den Unterwuchs. Die großen Eukalypten sind feuerempfindlich und besitzen keinen Lignotuber. Nach einem Brand regenerieren sie sich über Samen und bilden gleich alte und gleich hohe Bestände. Die Wälder sind von Queensland bis Tasmanien verbreitet. In New South Wales und Queensland sind Eucalyptus microcorys, Eucalyptus cloeziana und Eucalyptus grandis charakteristisch, in Victoria und Tasmanien Eucalyptus regnans („Mountain Ash“) und Eucalyptus obliqua, in Südwest-Australien Eucalyptus diversicolor (Karri) und Eucalyptus marginata (Jarrah). Die 30.000 km² stellen rund zwei Drittel des ursprünglichen Bestandes dar. Sie stellen wichtige Holzarten dar, die Wälder wurden auch für den Ackerbau gerodet.

#### Offene Eukalyptus-Wälder

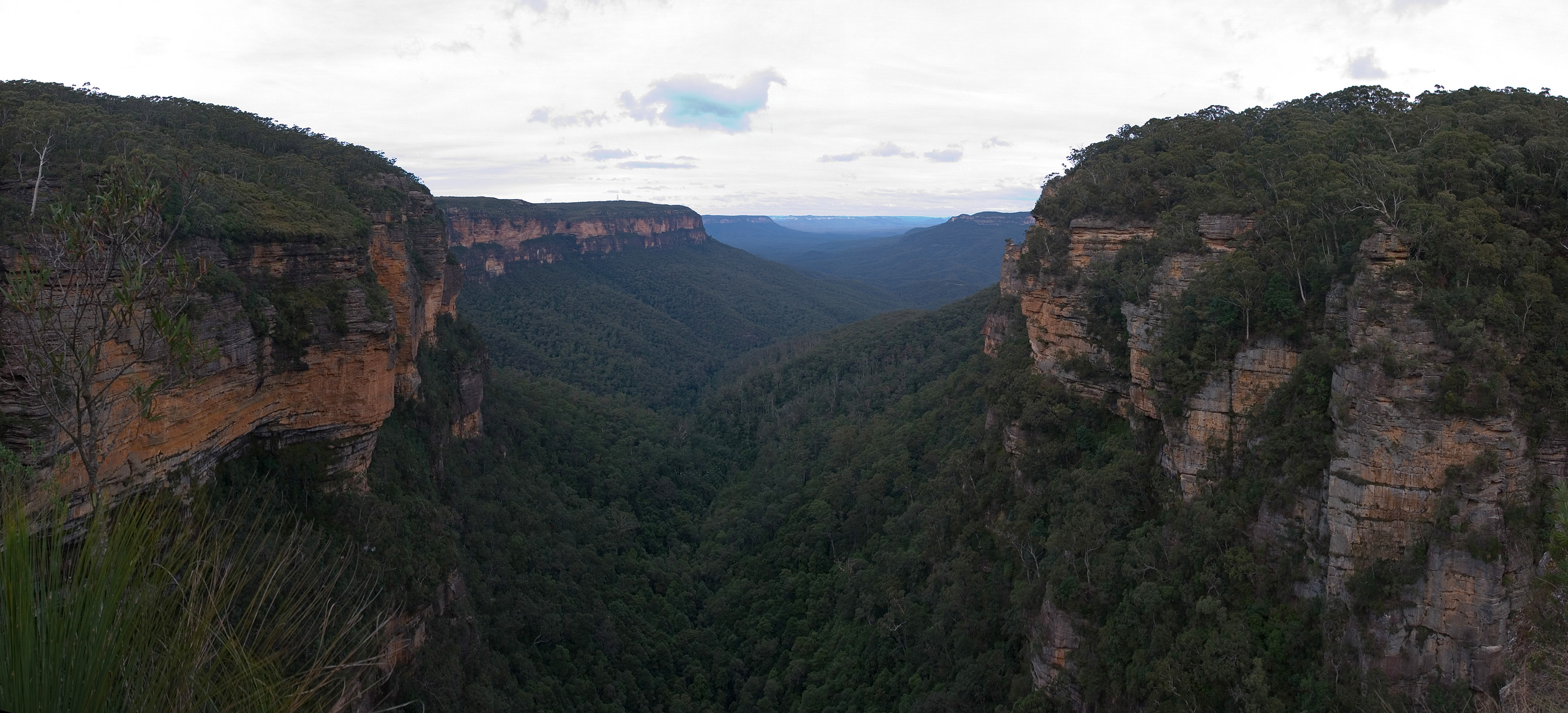
Von Eukalyptus-Wäldern bedeckte Blue Mountains.

Im offenen Eukalyptus-Wald („Eucalyptus open forests“, MVG 3) dominieren 10 bis 30 Meter hohe Eukalypten, die den Boden zu 30 bis 70 Prozent bedecken. Sie kommen in Regionen mit über 600 mm Niederschlag vor: im Südosten zwischen Adelaide und Brisbane; in Tasmanien; im Arnhemland und in der Südwest-Ecke von Westaustralien, hier mit 20 endemischen Gattungen. Im Unterwuchs herrschen Sträucher vor (Acacia, Daviesia, Hakea, Hibbertia, Leptospermum und Leucopogon), aber auch Krautige (Dianella, Lepidosperma, Lomandra) und Farne (Adiantum, Pteridium). Auf nährstoffreicherem Boden bilden Gräser den Unterwuchs.

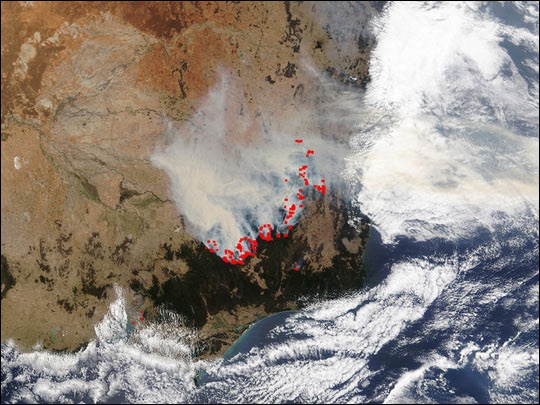
Waldbrand in Südostaustralien, 2. Februar 2003. Satellitenbild

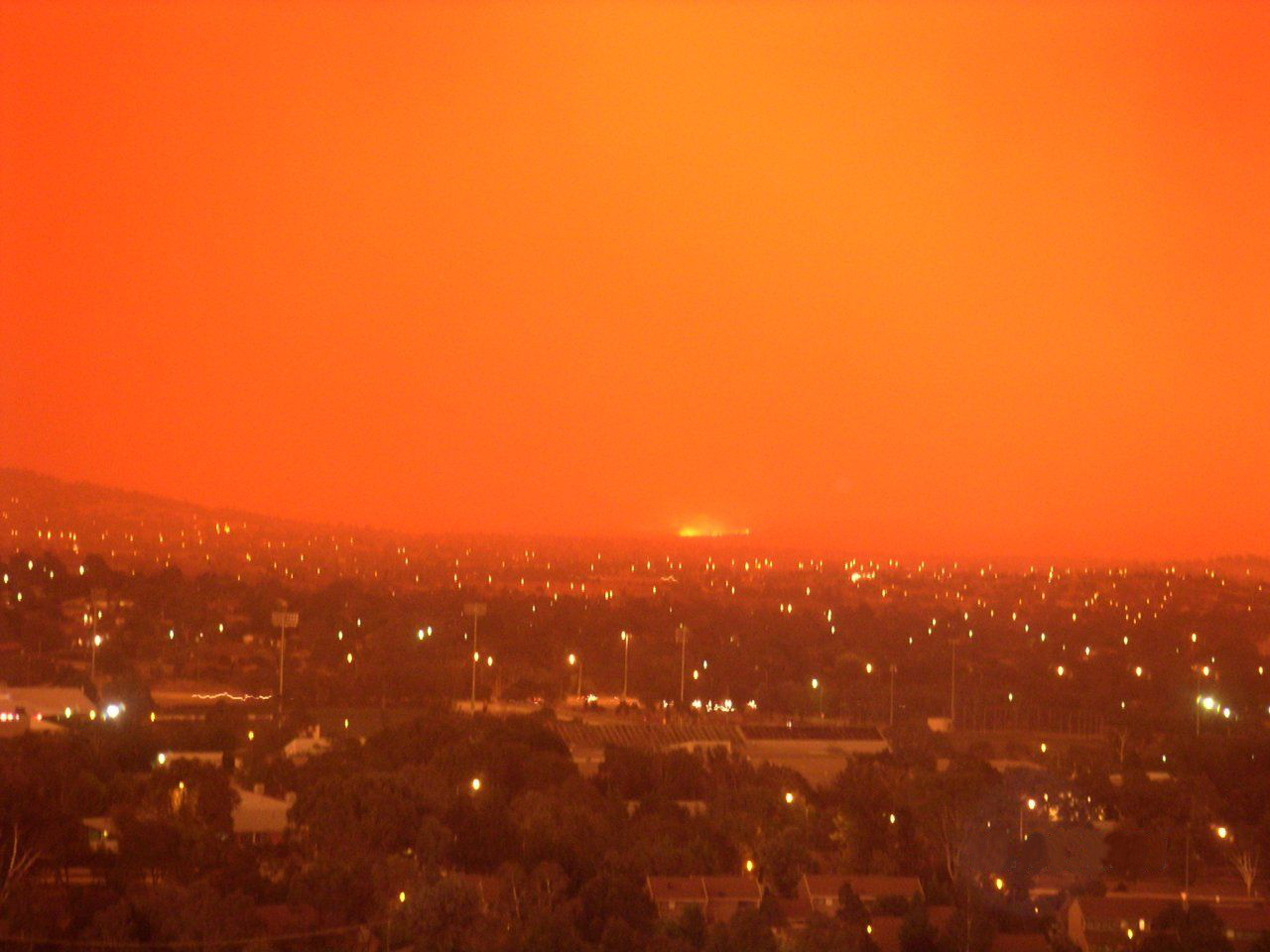
Canberra, 18. Januar 2003

Feuer spielen in diesen Wäldern eine sehr große Rolle und treten alle drei bis fünf Jahre auf. Nach 10 Jahren gibt es 15 Tonnen Brennmaterial pro Hektar. Alle Arten haben mindestens ein feuerresistentes Stadium. Manche Arten etwa öffnen ihre Samenkapseln erst nach einem Feuer (Banksia) und sind damit ausgesprochene Pyrophyten. Die Eukalyptus-Arten bilden Lignotuber, aus denen sie sich nach einem Feuer regenerieren. Nach Feuern gibt es keine Sukzession im klassischen Sinn, sondern nach einem Feuer kommen die gleichen Arten vor wie unmittelbar davor. Viele Arten bilden Samen mit Elaiosomen aus und werden von Ameisen verbreitet.
Heute stocken offene Eukalyptus-Wälder noch auf rund 240.000 km², rund 100.000 km² gingen seit der europäischen Besiedlung verloren. Die Wälder liegen meist in der Nähe von Bevölkerungszentren und sind wichtig für die Holznutzung, als Wasserschutzgebiete und für die Naherholung.

### Tropische Eukalyptus Woodlands
Diese Vegetation („Tropical eucalypt woodlands/grasslands“, MVG 12, auch „bunch-grass savannas“) kommt im monsunbeeinflussten Nordaustralien auf den Sandstein-Plateaus von Kimberley und im Northern Territory vor. Das Gebiet umfasst 250.000 km², wobei kaum Flächen gerodet wurden. Die Baumschicht besteht aus verschiedenen Eukalypten, der Unterwuchs aus großen annuellen Gräsern, besonders verschiedenen Sorghum-Arten.

### Woodlands
Die Woodlands entsprechen am ehesten dem deutschen Begriff Feuchtsavanne: sie werden von Gehölzen über zwei Meter Höhe dominiert, die keine geschlossene Krone ausbilden, sowie von Grasartigen (häufig C4-Gräser) im Unterwuchs. Sie bedecken rund 1,94 Millionen km². Hier kommen rund 80 Prozent aller Eukalyptus-Arten vor, die sowohl strukturell wie floristisch dominieren. Die Akazien-Woodlands werden im nächsten Abschnitt behandelt.
Am häufigsten sind die mittelhohen Woodlands mit sechs bis zwölf Metern Wuchshöhe, die besonders in der Great Dividing Range Ostaustraliens vorkommen.

#### Eukalyptus-Woodlands
Die von Eukalypten dominierten Woodlands (MVG 5) stellen den größten Anteil mit rund 700.000 km², in Queensland und Victoria sind sie häufigste Vegetationsgruppe. Rund 300.000 km² gingen seit der Besiedlung verloren. Die Formen reichen von den hohen Arten Eucalyptus moluccana und Eucalyptus microcarpa („grey box woodlands“) mit bis zu 17 Metern Höhe bis zu den Zwergbäumen Eucalyptus brevifolia („snappy gum“) mit drei Metern Höhe. Die Eukalyptus-Woodlands – die oft ebenfalls zur Hartlaubvegetation gezählt werden – vermitteln zwischen den feuchten Wäldern und den sehr trockenen Gebieten Zentralaustraliens. Im Norden bedecken sie einen großen Teil des vom Monsun beeinflussten tropischen Gebietes.

#### Melaleuca-Woodlands

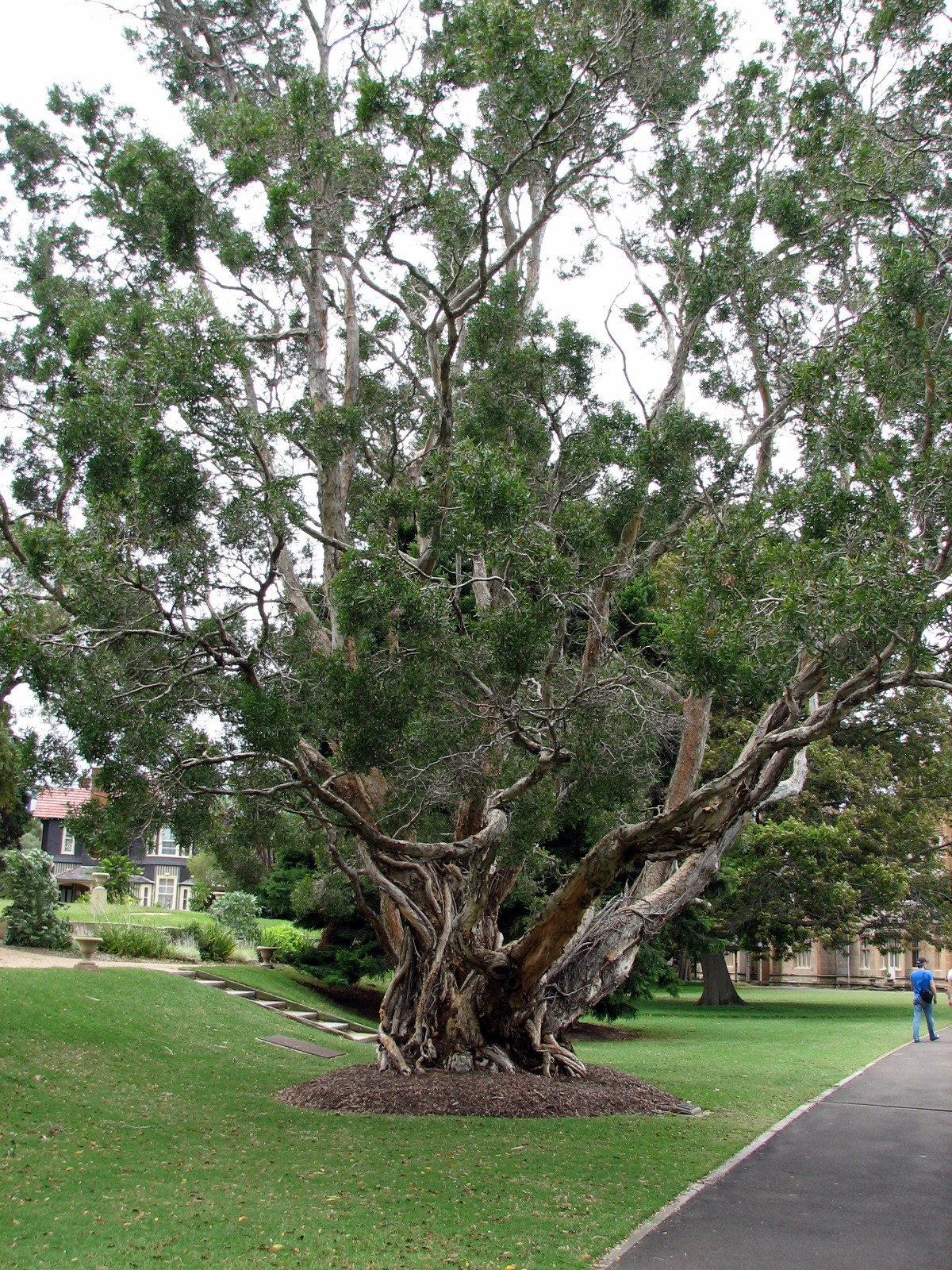
Melaleuca leucadendron im Botanischen Garten Sydney

Die meist niedrig-wüchsigen Myrtenheiden (Melaleuca) sind zwar über ganz Australien verbreitet, geschlossene große Bestände bilden sie nur im vom Monsun beeinflussten semi-ariden Norden, besonders am Golf von Carpentaria. Diese Woodlands (MVG 9) umfassen rund 90.000 km². Aufgrund ihrer papierartigen Rinde werden sie auch „paperbarks“ genannt. Diese Rinde macht sie feuerunempfindlich. Die wichtigsten Arten dieser Woodlands sind Melaleuca nervosa und Melaleuca viridiflora.

#### Übrige Woodlands
Im tropischen Norden mit saisonalem Regen kommen laubwerfende Wälder (Teil von MVG 10) vor, eine Seltenheit in Australien. Sie werden von den Gattungen Lysiphyllum (Caesalpiniaceae) und Terminalia (Combretaceae) dominiert. Die Wiederbelaubung und Blüte beginnt rund zwei Monate vor der Regenzeit, die sehr zuverlässig eintritt.
Nicht von Eukalypten oder Akazien dominierte Woodlands treten nur kleinflächig auf, neben den bereits beschriebenen gibt es noch Callitris-Woodlands (MVG 7) mit rund 28.000 km² und Casuarina-Woodlands (MVG 8) mit rund 60.000 km².

### Akazien-Formationen
Akazien dominieren in trockeneren Gebieten, bei Winterregen unter 250 mm, bei Sommerregen unter 350 mm Niederschlag. Die australischen Akazien zeichnen sich durch das Fehlen von Dornen und die Bildung von Phyllodien als Assimilationsorgane anstatt Blättern aus. Die Akazien-Formationen werden in drei Vegetationsgruppen (MVG) gegliedert: Wälder und Savannen (MVG 6) mit 560.000 km², offene Savanne (MVG 13) mit 115.000 km² und die „shrublands“ (MVG 16) mit 650.000 km².

#### Nordost-Australien
Die offenen Wälder und Woodlands im semi-ariden Osten werden oft von einer Art dominiert. Große Flächen wurden jedoch für Ackerbau und Gründland gefällt, besonders an feuchten Standorten über Lehmböden. Die Gründlandflächen werden heute meist von Neophyten dominiert (Cenchrus ciliaris, Chloris gayana, Panicum maximum).
Eine typische Formation ist „Brigalow“ (Acacia harpophylla), das in Queensland und New South Wales rund 60.000 km² bedeckt. Brigalow bildet das feuchte (mesische) Ende der Akazienformationen und wächst in Gebieten mit 500 bis 750 mm Winterregen und wird bis zu 20 Meter hoch. Hier wie auch im Folgenden werden die dominante Art und die Vegetation mit dem gleichen Namen bezeichnet. „Lancewood“ (Acacia shirleyi) und „Bendee“ (Acacia catenulata) haben Gräser als Unterwuchs. Gidgee (Acacia cambagei) löst Brigalow im trockeneren Bereich ab und umgibt von Osten her das aride Kerngebiet des Kontinents. Im trockeneren Bereich zu folgen „Boree“ (Acacia tephrina), „Georgina Gidgee“ (Acacia georginae), die bis zu acht Meter hoch werden und eine offene Savanne bilden. In diesen Gebieten kommt auch die „prickly acacia“ (Acacia nilotica) vor, die um 1890 als Schatten- und Futterpflanze eingeführt worden ist und nun rund sechs Millionen Hektar bedeckt.

#### Süd-Australien
Nördlich der Großen Australischen Bucht und des Spencer-Golfs dominieren Woodlands und offene Woodlands der Western Myall (Acacia papyrocarpa) zusammen mit Casuarina cristata und Myoporum platycarpum. Sie werden bis zehn Meter hoch und wachsen in Gebieten mit 200 bis 250 mm Niederschlag. Von Zentral-Queensland bis Süd-New South Wales kommt Myall (Acacia pendula) vor in Gebieten mit 375 bis 550 mm Niederschlag. Im Unterwuchs dominieren temperate Gräser wie Danthonia und Stipa. Auch in Süd-Australien werden große Gebiete für die Schafzucht verwendet.

#### Zentral- und West-Australien

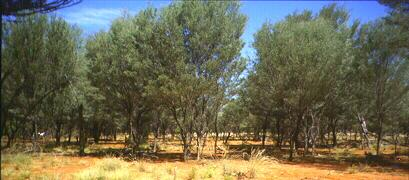
Mulga

In diesen Gebieten bilden die Akazien niedrige Woodlands und Strauchformationen. Sie bilden die dominanten Gehölzformationen des ariden Zentralaustraliens. Die charakteristischste Art ist Mulga (Acacia aneura), die alleine oder in diversen Gesellschaften rund 1,5 Millionen km² bedeckt.
Mulga wächst in halbwüstenartigen Gebieten mit 200 bis 500 mm Niederschlag vor allem über Roterde, seltener auf kalkreichem Boden. Typisch sind Wuchsdichten von 100 bis 300 Stämmen pro Hektar bei einer Wuchshöhe von 2 bis 3 Metern. Am feuchteren Ostrand der Verbreitung sind es 8000 Stämme pro Hektar und 10 bis 15 Meter Höhe. Der Unterwuchs besteht aus Sträucher, wobei Eremophila mit rund 100 Arten dominiert. Daneben kommen auch Senna, Dodonaea und Maireana vor. Die Kraut-/Grasschicht ist meist ebenfalls vorhanden, wenn auch lückig. Die Gräser sind meist ausdauernde Tussock-Gräser wie Eragrostis eriopoda und Monochather paradoxa.
In Zentralaustralien bilden die Akazien Gesellschaften mit den Hummock-Gräsern (Triodia und Plectrachne). Beispiele sind Kanji (Acacia pyrifolia) im tropischen Norden in der Pilbara-Region, oder die mit Mallee gemischten Akazien-Hummock-Gebiete südlich der Großen Sandwüste.
Mulga-Bestände sind wichtige Gebiete für die Schafzucht. Mulga ist der wichtigste Futterstrauch, besonders in Trockenzeiten.

### Mallee

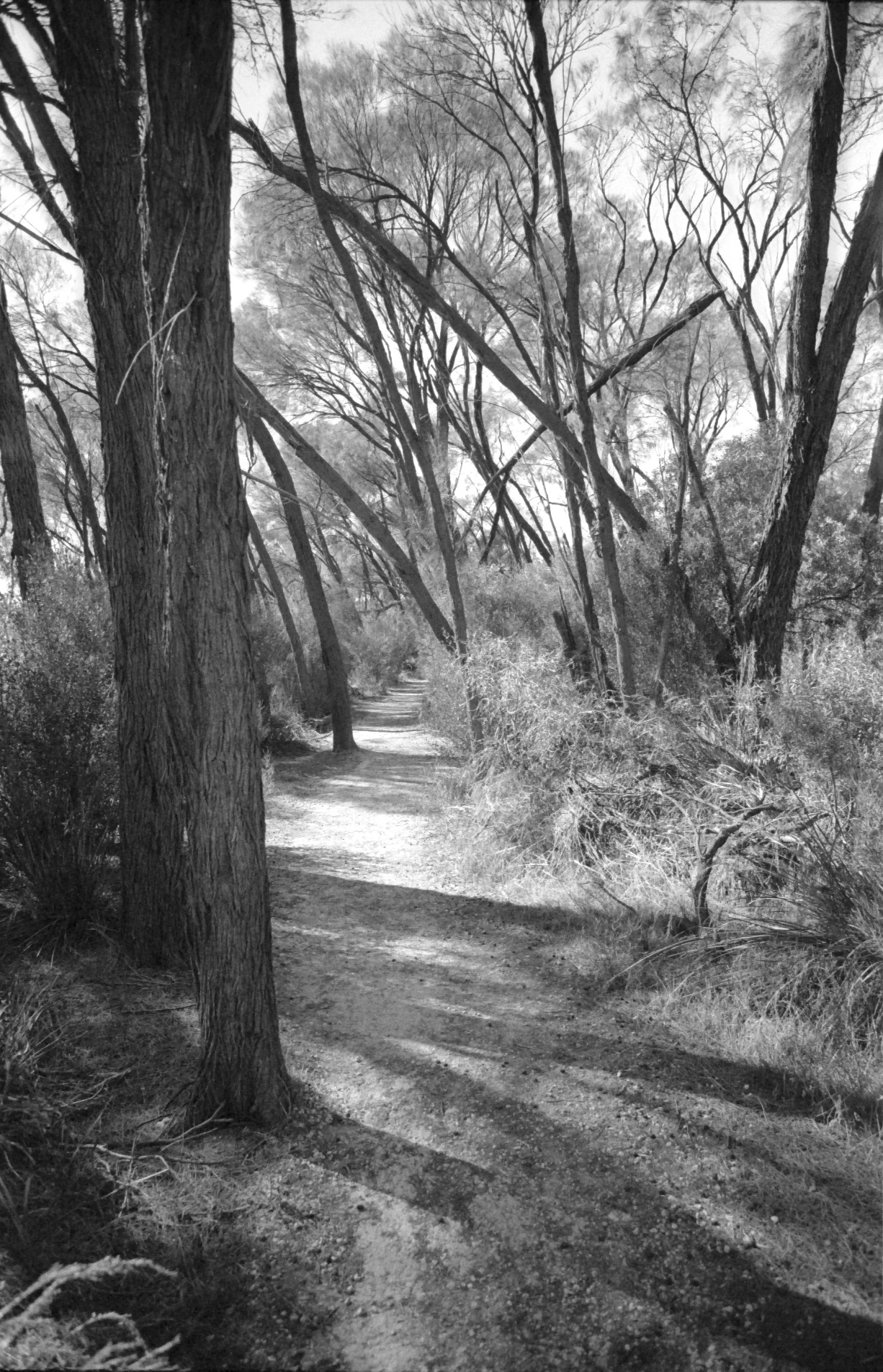
Mallee nahe Kondinin, Westaustralien

Die „scrubs and shrublands“ (Gebüsche und Buschformationen, MVG 14) der Hartlaubzone im Süden Australiens bestehen aus zwei bis zehn Metern hohen Eukalyptus-Sträuchern. Die als Mallee bezeichneten Arten besitzen Lignotuber und sind mehrstämmig. Es gibt rund 200 Mallee-Eukalyptus-Arten. Sie bilden die trockensten Eukalyptus-Gesellschaften und treten am häufigsten in Gebieten mit 200 bis 350 mm (130 bis 800) Niederschlag auf, besonders in Mittelmeerklima mit Winterregen (Zonobiom IV). Bei mehr Regen dominieren einstämmige Eukalypten, bei weniger Akazien. Das Gebiet, in dem sie vorkommen, reicht von 117° (Westaustralien) bis 147° östlicher Länge, und besonders von 25° bis 36° südlicher Breite, und umfasst rund 250.000 km².
Die Kernzone mit 250 bis 400 mm Niederschlag auf Kalkboden wird als typischer Mallee angesprochen. Im Osten gibt es zwei Mallee-Typen: der Eucalyptus incrassata-Typ mit einem artenreichen Unterwuchs von sklerophyllen Sträuchern im südlich-temperierten Gebiet und den von halbsukkulenten Chenopodiaceen im Unterwuchs dominierten semi-ariden, eremäischen Mallees mit Eucalyptus socialis, Eucalyptus dumosa und anderen. Im Westen gibt es einen fließenden Übergang von den vielstämmigen Mallees zu den einstämmigen Woodlands, besonders im Goldfieldsgebiet. In trockeneren Gebieten werden die Mallee höher. Generell sind im Westen die Mallee auf gleichen Standorten höher und erreichen bis 27 Meter, während sie im Osten neun Meter nicht übersteigen.
Feuer ist im Mallee ein wichtiger Faktor. Die Eukalypten streuen ihre Samen besonders nach Feuer aus, während im Boden kein Samenvorrat vorhanden ist. Das Feuerintervall im Kerngebiet beträgt rund 20 Jahre. Das Mallee-Gebiet ist ein Feuerökosystem und mehr oder weniger anthropogen geprägt; vergleichbar mit der Macchia der Mittelmeerregion.

### Heiden
Die Heidegebiete Australiens (Heathlands, MVG 18) ähneln dem Fynbos in Südafrika. Sie umfassen rund 25.000 km² und kommen zerstreut in weiten Bereichen des humiden bis subariden Australien vor, zum Teil auch als Unterwuchs von Gebüschen, Woodlands und offenen Wäldern. Die Böden sind selbst für australische Verhältnisse arm an Nährstoffen, besonders Phosphor und Stickstoff. Die Vegetation besteht aus drei Schichten. Die oberste Schicht besteht aus breitblättrigen, sklerophyllen Sträuchern, die rund zwei Meter hoch werden (Banksia, Allocasuarina, Leptospermum, Xanthorrhoea). Viele sind durch bradyspore Früchte gekennzeichnet, die sich erst nach einem Feuer öffnen. Rund 1500 Arten aus 87 Gattungen besitzen Samen mit Elaiosomen, werden also durch Ameisen verbreitet (Myrmekochorie). Damit sind die Heiden das weltweite Zentrum der Myrmekochorie. Die zweite Schicht wird durch die Epacridaceae gebildet, die mit ihren 25 Gattungen in Australien die eigentlichen Ericaceae ersetzen. Sie bilden eine 0,5 bis 11,5 Meter hohe Schicht. In der Unterschicht wachsen verschiedene Vertreter der Cyperaceae, Liliales, Orchidaceae und Restionaceae.

### Chenopodiaceen-Gebüsche

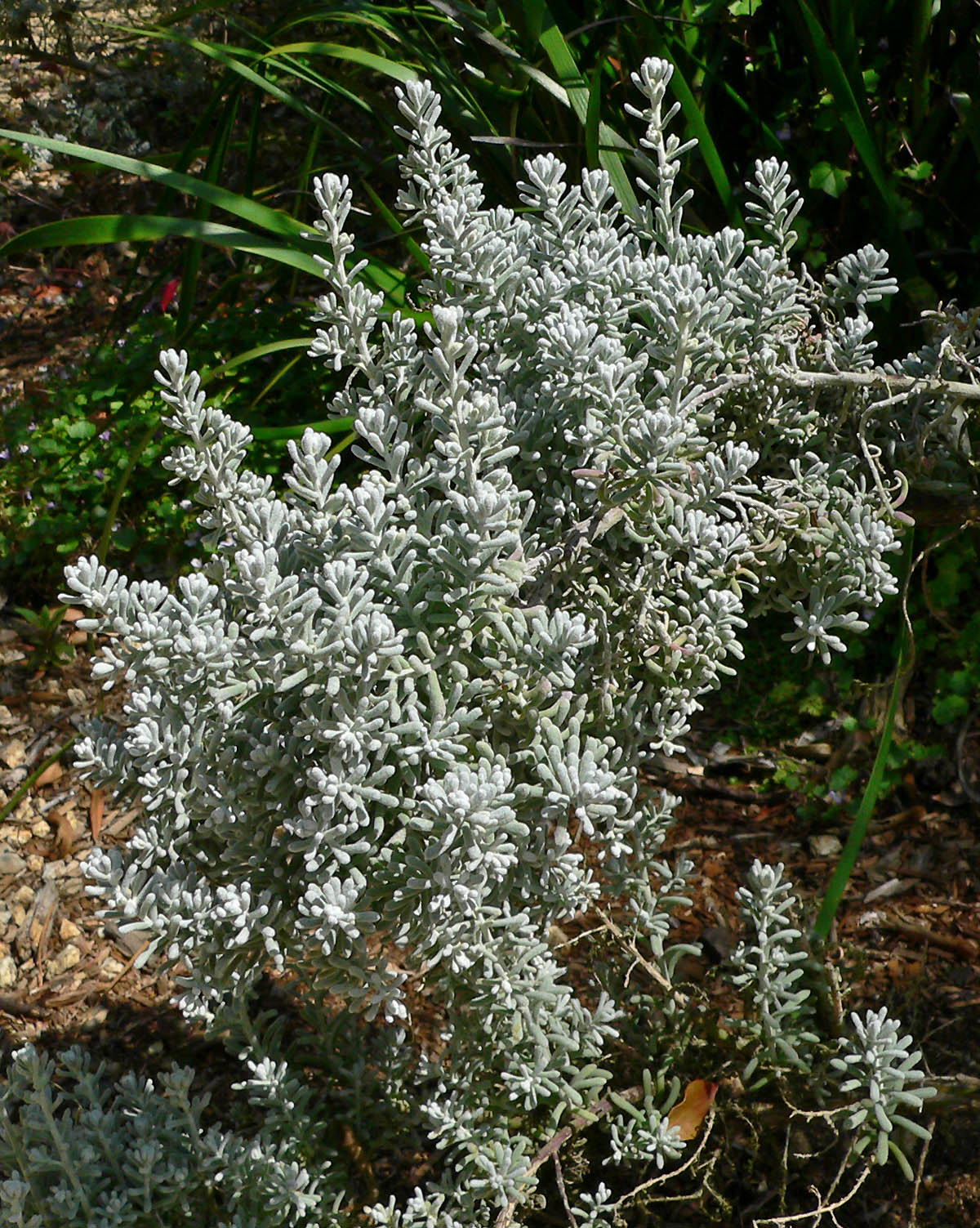
Maireana sedifolia, der „Pearl bluebush“, ist der am weitesten verbreitete Chenopodien-Strauch.

Die Chenopodiaceen-Gebüsche (MVG 22) bedecken rund 550.000 km², vor allem südlich des Wendekreises in Gebieten zwischen 125 und 266 mm Regen. Das Verbreitungszentrum liegt in Südaustralien mit rund 250.000 km². Aus der Familie Chenopodiaceae kommen hier 33 Gattungen vor, von denen 28 endemisch sind. Die verbreitetsten Gattungen sind Sclerolaena (66 endemische Arten), Atriplex (59), Maireana (57), Chenopodium (15), Rhagodia (14), und Dysphania (10). Es sind xeromorphe Salzpflanzen (Halophyten), die sowohl trocken- als auch salztolerant sind. Die Sträucher bleiben meist kleiner als 1,5 Meter, die Bodendeckung beträgt 10 bis 30 Prozent. Die Bodenschicht besteht hauptsächlich aus Gräsern (Danthonia, Stipa, Eragrostis, Aristida), wobei es auch etliche eingeschleppte einjährige Gräser (Lolium, Vulpia, Hordeum, Bromus) und krautiger Pflanzen (Trifolium, Medicago) gibt.
Feuer sind hier selten, die Regeneration erfolgt bei den meisten Arten durch Samen. Weite Gebiete sind durch Beweidung und durch Kaninchen beeinträchtigt, 25 Prozent der Fläche stark, weitere 40 Prozent mäßig. Rund 2,75 Millionen Schafe weiden in den Chenopodiaceen-Gebüschen.

### „Grasland“ und Halbwüste
Die grasdominierten Halbwüsten – die in Australien etwas irreführend als Grassland bezeichnet werden – nehmen mit rund 2,4 Millionen km² einen großen Teil der Fläche Australiens ein. Neben den beiden näher besprochenen Typen treten noch verschiedene („echte“) Grasländer, Seggensümpfe und Ähnliches auf, die in der MVG 21 „Other grasslands, herblands, sedgelands and rushlands“ zusammengefasst werden und knapp 100.000 km² vor allem in New South Wales und Tasmanien einnehmen.

#### Tussock-Grasland
Das edaphisch bedingte Tussock- oder Mitchell-Grasland (MVG 19) nimmt rund 530.000 km² ein. Es erstreckt sich von den tropischen bis zu den semi-ariden Gebieten besonders in West-Queensland (280.000 km²), im zentralen Northern Territory, teilweise in Südaustralien. Dieses reine Grasland kommt im Sommerregengebiet zwischen 250 und 750 Millimeter Jahresniederschlag vor. Dieses Grasland wird von Horstgräsern dominiert, besonders von Arten der Gattung Astrebla, daneben Danthonia (Austrodanthonia), Dicanthium, Eragrostis, Poa, Themeda, Sorghum, Stipa, Heteropogon, Ophiuros, Oryza, Spinifex und Bursaria. Diese Gräser sind an kretazische Mergel und alluviale Böden gebunden. In den stark quellenden Böden können Baumwurzeln nicht überdauern, weshalb das Gebiet trotz ausreichendem Niederschlag gehölzfrei ist. Das Tussock-Grasland wird vielfach extensiv beweidet. Gefährdung besteht vor allem durch zu großen Beweidungsdruck und zu häufige Feuer. Seit der europäischen Besiedlung sind rund 60.000 km² verloren gegangen.

#### Spinifex- oder Hummock-Halbwüste

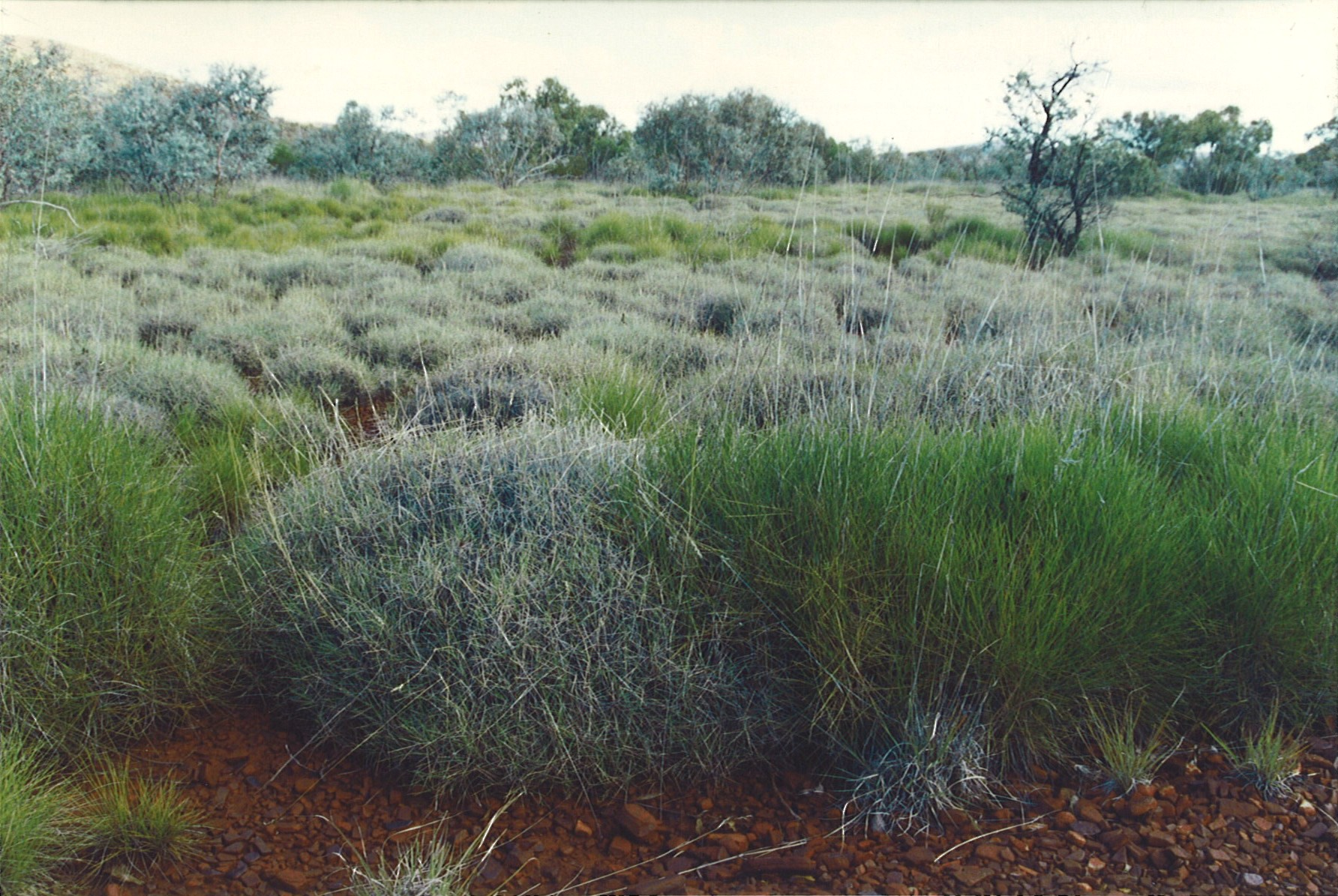
Hummock-Halbwüste, die grünen Horste sind Triodia pungens, die blau-grauen Triodia basedowii.

Das Hummock-Grasland (MVG 20) wird von Igelgräsern (Triodia, genannt Spinifex) dominiert und umfasst rund 1.756.000 km² vor allem im Zentrum Australiens. Es ist die Vegetation mit der größten Flächenausbreitung. Die Gräser bilden große Horste bis Polster mit bis zu vier Metern Durchmesser und meist einem Meter Höhe. Auf Sanddünen der Simpsonwüste, Strzelecki-Wüste und der Tirariwüste dominiert Zygochloa. Von den zehn Arten der Gattung Triodia sind Triodia basedowii, Triodia pungens und Triodia irritans vorherrschend, im Nordwesten ist auch Plectrachne schinzii bestandsbildend. Es sind sklerophylle Gräser mit extrem xeromorphem Bau der Blätter. Der Bodendeckungsgrad beträgt häufig nur 40 Prozent. In weiten Gebieten herrscht ein Makromosaik aus Grasbiotopen und Mulga (Acacia aneura) vor. Spinifex-Halbwüste tritt in Gebieten mit 200 bis 300 Millimeter, stark variierendem Jahresniederschlag auf sandigen und skelettreichen Böden auf reliefarmem Terrain auf.

### Sonderstandorte

#### Salzmarschen und Mangroven

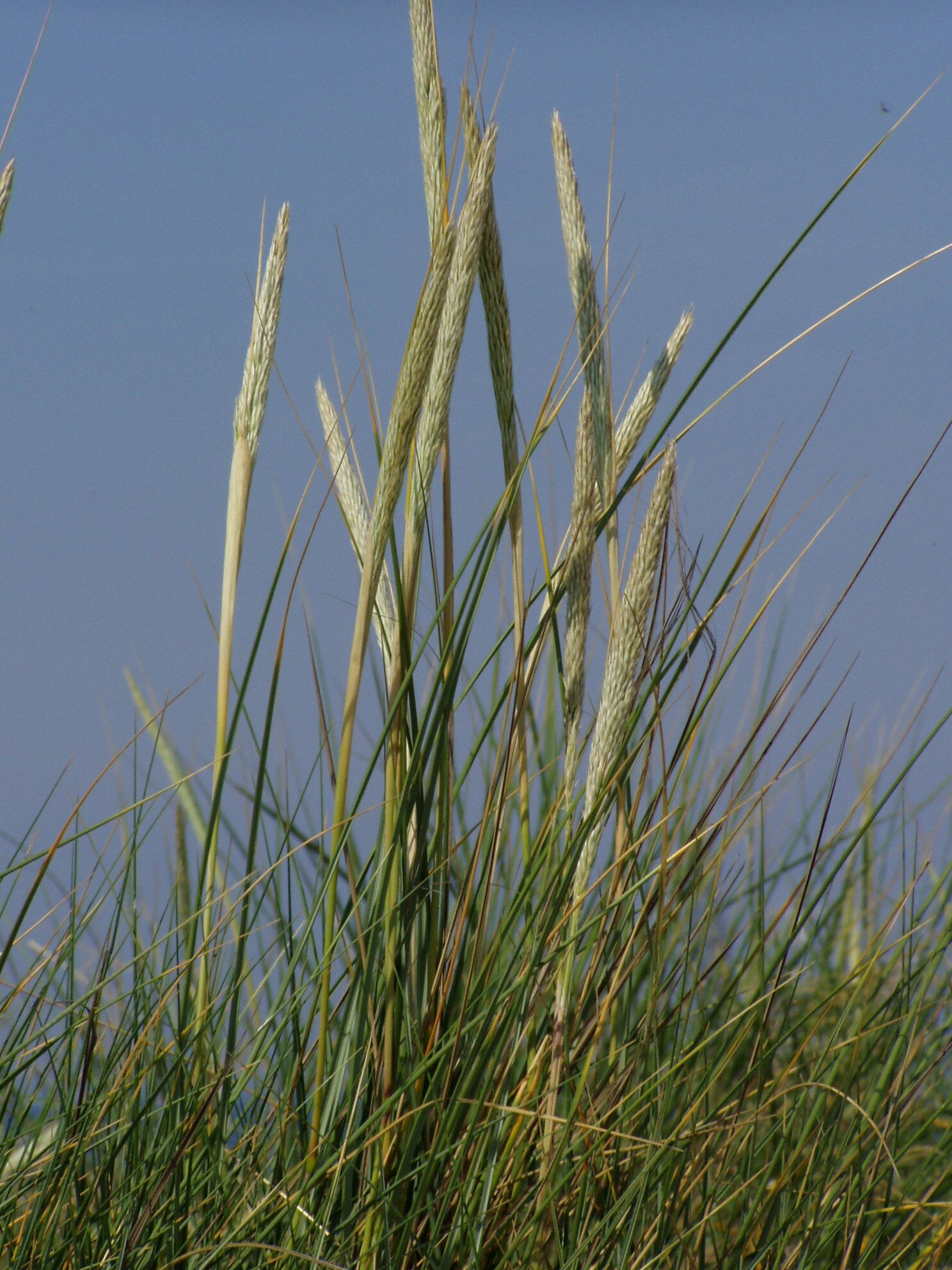
Der Strandhafer (Ammophila arenaria) wurde zur Dünenbefestigung eingeführt und verbreitet sich jetzt unkontrolliert.

Die Mangroven nehmen rund 11.500 km² ein und kommen vor allem nördlich des Wendekreises vor und bestehen aus rund 40 Arten aus 17 Familien. Die Fläche der Salzmarschen ist unbekannt, in New South Wales beträgt sie rund 6000 km². Im häufig hypersalinen tropischen Bereich herrschen sukkulente Arten der Gattungen Sesuvium und Batis sowie Gräser vor. Die Bestände sind sehr lückig. Im mediterranen Bereich herrschen strauchige Chenopodien (Halosarcia, Sclerostegia) und Frankenia vor, die Vegetation ist nicht geschlossen. Im temperaten Bereich ist die Vegetation geschlossen, neben Scarcocornia quinquefolium kommen einige endemische Gattungen aus der Tribus Salicornieae vor. In den Salzmarschen kommen viele Neophyten vor, von denen etliche als bedrohlich für die heimische Flora eingestuft werden: Spartina anglica, Cortaderia scloaria, Juncus acutus, Baccharis halimifolia.

#### Küstendünen
Küstendünen erstrecken sich über rund die Hälfte der australischen Küstenlänge. Die Flora umfasst rund 250 einheimische Arten, die wichtigsten sind Scaevola (Goodeniaceae), sowie Spinifex und Sporobolus (Poaceae). Besonders im Südosten treten viele Neophyten auf, rund 100 sind bekannt: Chrysanthemoides monilifera und Ammophila arenaria wurden ursprünglich zur Dünenbefestigung eingeführt und verdrängen die heimische Flora.

#### Aquatische Vegetation und Feuchtgebiete

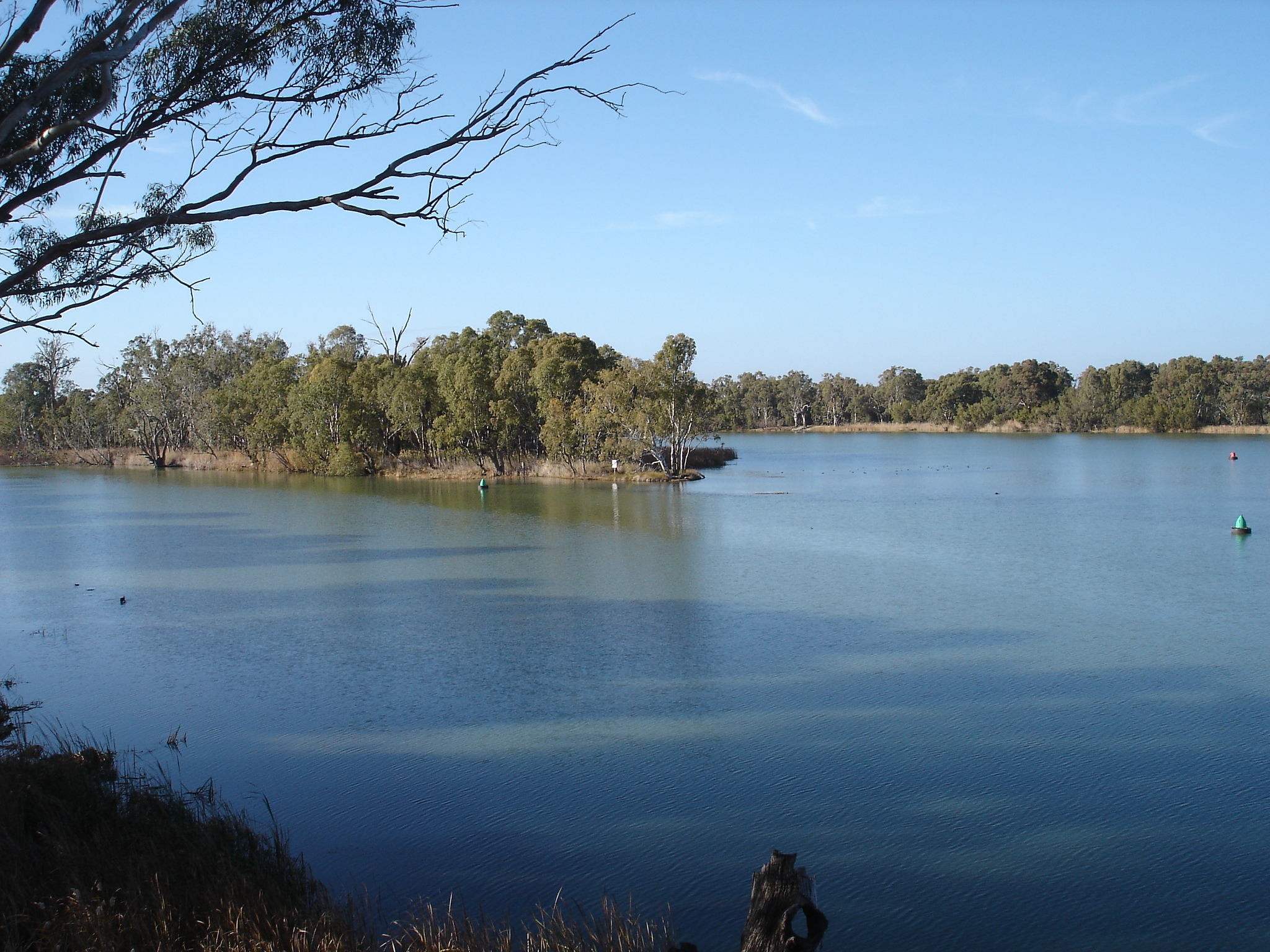
Zusammenfluss von Murray und Darling.

Charakteristisch für Australien sind die brackigen bis hypersalinen Salzseen im Landesinneren. Submers wachsen in ihnen Ruppia (Ruppiaceae), Lepilaena (Potamogetonaceae) und Lamprothamnium papulosum (Characeae), während die Marschen denen der Küste gleichen. Über der dreifachen Meerwasser-Salzkonzentration wächst nahezu nur mehr die Grünalge Dunaliella salina, die bis zur fünffachen Meerwasserkonzentration aushält.
Das größte Flusssystem ist das Murray-Darling-System mit einem Einzugsgebiet von rund einer Million Quadratkilometer. Das Überflutungsgebiet („floodplain“) ist rund 9000 km² groß. Diese Flächen werden von Wäldern des River Redgum (Eucalyptus camaldulensis), etwas weiter vom Fluss auch vom Black Box (Eucalyptus largiflorens) bewachsen. Der Unterwuchs ist krautig und wird von Poaceae, Cyperaceae, und Asteraceae dominiert.

#### Alpine und subalpine Vegetation

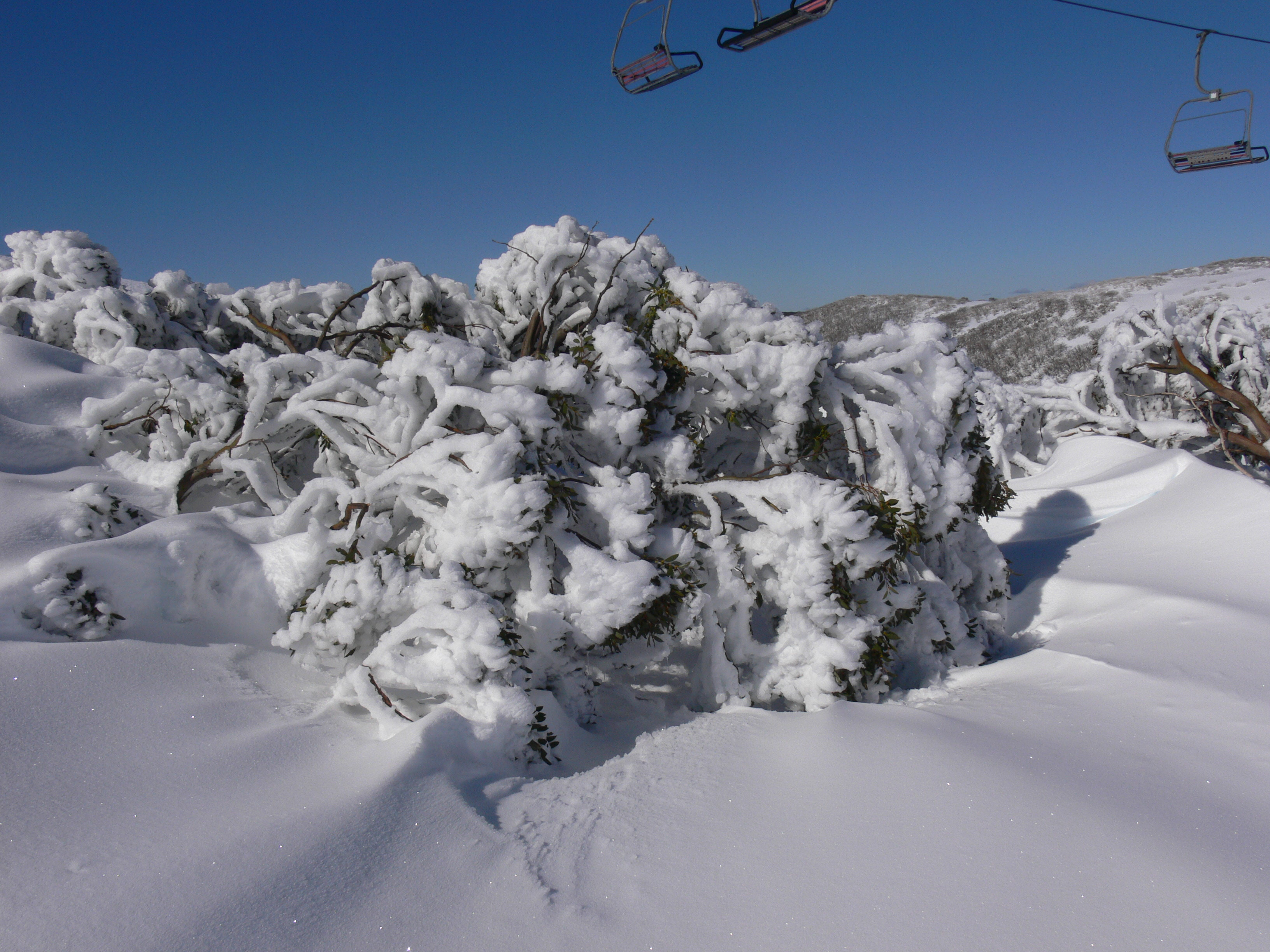
Winterlich verschneiter „snow gum“ (Eucalyptus pauciflora), der am Festland die Waldgrenze bildet.

Die alpinen und subalpinen Gebiete kommen nur auf Tasmanien (6480 km²) und im Südosten des Festlandes (Victoria, New South Wales, 5180 km²) vor. Feuer spielt hier kaum eine Rolle. Wie auf den anderen Kontinenten ist die alpine Waldgrenze durch die 10 °C-Sommer-Isotherme bedingt. Die subalpine Stufe wird von Woodlands geprägt. In Tasmanien kommt sie zwischen 915 und 1200 m Seehöhe vor und wird von Eucalyptus coccifera und Eucalyptus gunnii mit Strauchunterwuchs geprägt. Am Festland bildet der snow gum (Eucalyptus pauciflora) mit einem Unterwuchs von Sträuchern und Gräsern die subalpine Stufe zwischen 1400 und 1900 m.
Über der Baumgrenze wachsen Heiden (Podocarpus, Grevillea, Hovea), Moore, sowie Gras- und Krautvegetation mit Poa, Celmisia und einer reichen Kräuterflora vor allem aus Asteraceen.
Der menschliche Einfluss begann erst ab der Mitte des 19. Jahrhunderts mit Beweidung vor allem durch Kühe. Dazu wurden die Flächen regelmäßig abgebrannt. Neben Abfressen und Abbrennen ist das Trampeln schädlich für viele Gesellschaften, besonders die Moore.

#### Moore

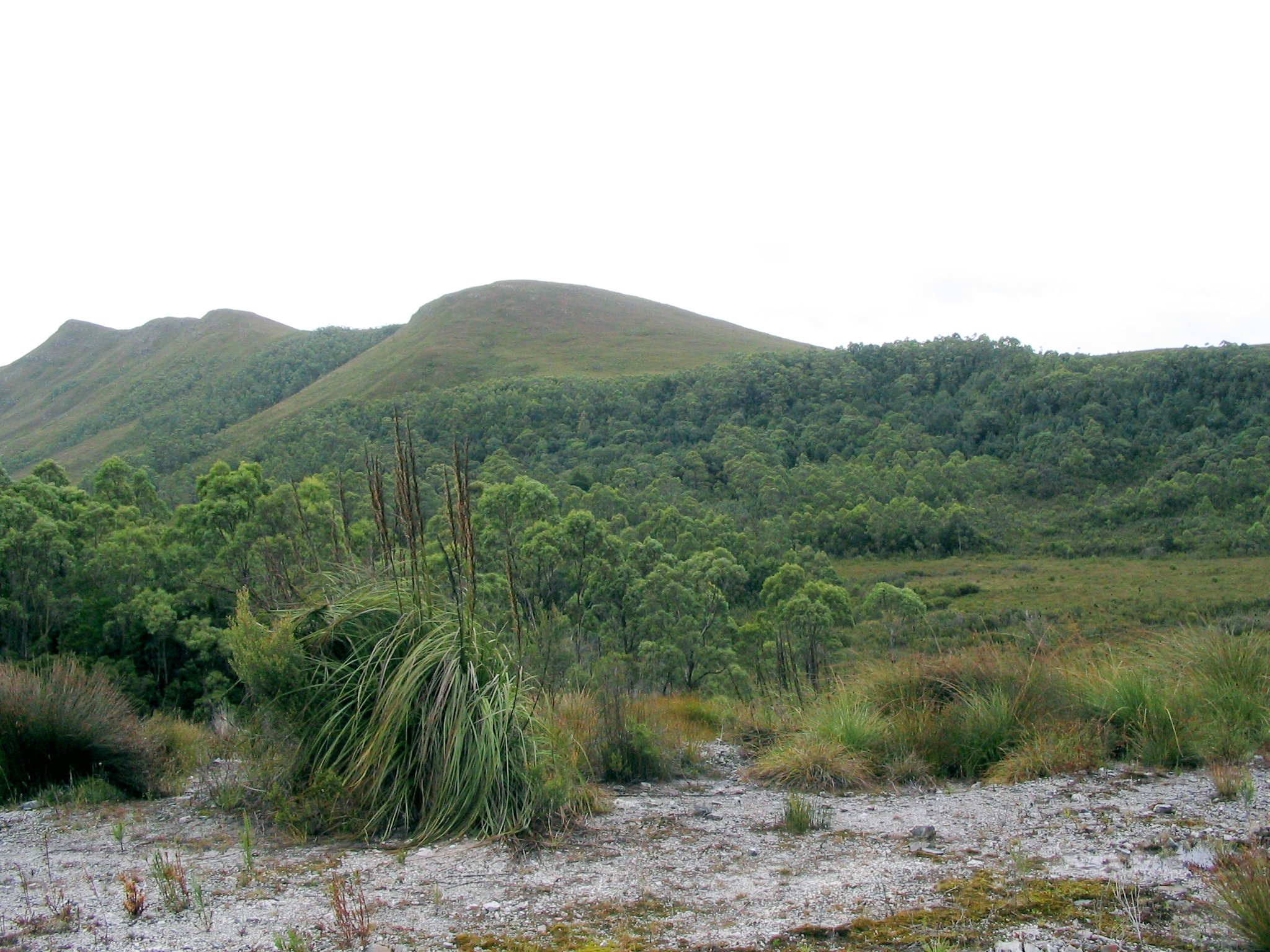
Hügel bedeckt mit „Buttongrass moorland“ in typischer Verzahnung mit Eukalyptuswäldern

Moore wie sie als Hoch- oder Regenmoore von der Nordhalbkugel bekannt sind, die überwiegend aus Torfmoosen (Sphagnum) gebildet werden und diese die Haupttorfbildner darstellen sind in Australien sehr selten und meist von geringer Ausdehnung. Sie sind von montanen Lagen bis in alpine Höhenstufen zu finden. Sie kommen in New South Wales, im Australian Capital Territory sowie in Victoria in Höhenlagen zwischen 300 und 1500 m vor mit einer Gesamtfläche von etwa 0,03 km² vor. Tasmaniens größte Sphagnum-Vorkommen liegen in Höhenlagen zwischen 600 m und 1360 m. Torfmoosmoore umfassen hier etwa 13 km². Das am weitesten verbreitete Torfmoos in Australien ist Sphagnum cristatum. Daneben kommen fünf weitere Torfmoosarten vor: Sphagnum australe, Sphagnum fuscovinosum, Sphagnum perichaetiale, Sphagnum novozelandicum und Sphagnum falcatulum. Sie sind mit Sauergräsern (Cyperaceae) vergesellschaftet. Als Zwergsträucher treten hier Vertreter der Australheidegewächse (Epacridaceae) in Erscheinung. In Südost- und Südwestaustralien kann es außerdem in den Eukalyptuswäldern lokal zu Versumpfungen kommen. Der Torf bildet sich hier aus der Wurzelmasse von Restionaceen.
Eines der größten Moorgebiete Australiens ist der Wingecarribee Swamp im Südosten von New South Wales mit ausgedehnten Torfmoosgesellschaften und Seggenrieden. Die Torfbildung begann vor 14.700 Jahren mit einem Höhenzuwachs von 24 Zentimetern in 100 Jahren. Die Torfmächtigkeiten dieses Moores liegen zwischen 3 und 6 Metern.
An der Westseite Tasmaniens liegen ausgedehnte Riedgras-Versumpfungsmoore. Charakteristisch sind die sogenannten „Buttongrass moorlands“ mit Gymnoschoenus sphaerocephalus als bestandsbildendem Sauergras. Sie bedecken die sanft geschwungene Hügellandschaft wie ein Tuch oft in mosaikartiger Verzahnung mit Eukalyptuswäldern. Die Seggenriede stocken auf nassen, sehr sauren, nährstoffarmen, aus präkambrischen Sedimenten hervorgegangene Böden. Sie kommen in flachen Tallagen und an Hängen bis in montane Lagen mit Torfschichten bis zu 10 Zentimetern Mächtigkeit vor und bilden sich bei Niederschlagsmengen über 2000 mm.
Diese Moore bedecken über 5000 km² des australischen Staates. Haupttorfbildner ist die Wurzelmasse von Restionaceen und Cyperaceen. Aufgrund der sommerlichen Trockenperioden ist der Zersetzungsgrad der Torfe sehr hoch. Die nährstoffarmen Moore beherbergen über 200 Pflanzenarten, von denen etliche Arten ausschließlich hier vorkommen, wie Epacris corymbiflora, Euchiton poliochlorus, Gaimardia amblyphylla, Haemodorum distichophyllum, Hydatella filamentosa, Milligania johnstonii, Oreobolus tholicarpus, Oschatzia saxifraga, Schoenus biglumis, Winifredia sola oder das mit den Torfmoosen verwandte Moos Ambuchanania leucobryoides. „Buttongrass moorlands“ sind das erste Stadium in der Sukzession zum Regenwald. Diese Moore finden sich in geringerer Ausdehnung außerdem im Osten Tasmaniens und ferner in den Staaten New South Wales und Viktoria meist in schlecht entwässerten Tallagen.

## Einfluss des Menschen
Der Mensch beeinflusste die australische Umwelt seit der Besiedlung des Kontinents vor rund 50.000 Jahren. Die Aborigines verwendeten Feuer in der Landschaft für die Jagd, um Grünfutter für das Jagdwild anzuregen und um Korridore freizuhalten. Sie ernteten selektiv essbare Pflanzen und legten Buschgärten an. Ob und inwieweit das gleichzeitig mit der Besiedlung einsetzende Aussterben der Megafauna (Herbivore und Raubtiere) einen Einfluss auf die Vegetation hatte, ist nicht bekannt.

### Gefährdung
Nach der Besiedlung durch Europäer ab 1788 wurde der Einfluss des Menschen ungleich stärker: große Flächen besonders im Süden und Südosten, aber auch im Südwesten wurden gerodet und in Ackerland und Weiden umgewandelt. Heute werden rund 61 Prozent der Landesfläche landwirtschaftlich genutzt, davon 6 Prozent als Ackerland. Rund 42 Millionen Hektar werden forstwirtschaftlich genutzt. Die jährliche Rodung natürlicher Vegetation beträgt rund 600.000 Hektar.
Von den ursprünglich vorhandenen Gebieten wurden rund 43 Prozent aller Wälder gerodet. Über 60 Prozent der küstennahen Feuchtgebiete im Süden und Osten gingen verloren. Fast 90 Prozent der temperaten Savannen und des Mallee wurden gerodet. Im Südosten des Landes gingen 99 Prozent der gemäßigten Tiefland-Grasländer verloren. Von den Regenwäldern wurden 75 Prozent gerodet.
76 Pflanzenarten sind seit der Ankunft der Europäer ausgestorben. Die Hauptursachen sind Ackerbau und Beweidung, mit Abstand gefolgt von der Stadtentwicklung.
Rund 5,4 Millionen km² oder 70 Prozent der Landesfläche werden beweidet. In den niederschlagsreicheren Gebieten im Süden und Südwesten wurde die natürliche Vegetation durch angesäte Weiden ersetzt. In den ariden Gebieten kommt es durch zu hohe Weideintensität zur Degradation der Landschaft. Die vom Menschen errichteten, frei zugänglichen Wasserstellen erhöhen bei Dürreperioden die Überlebensrate von Wild- und Nutztieren und führen zu umso stärkerem Druck auf die Vegetation.

### Neophyten

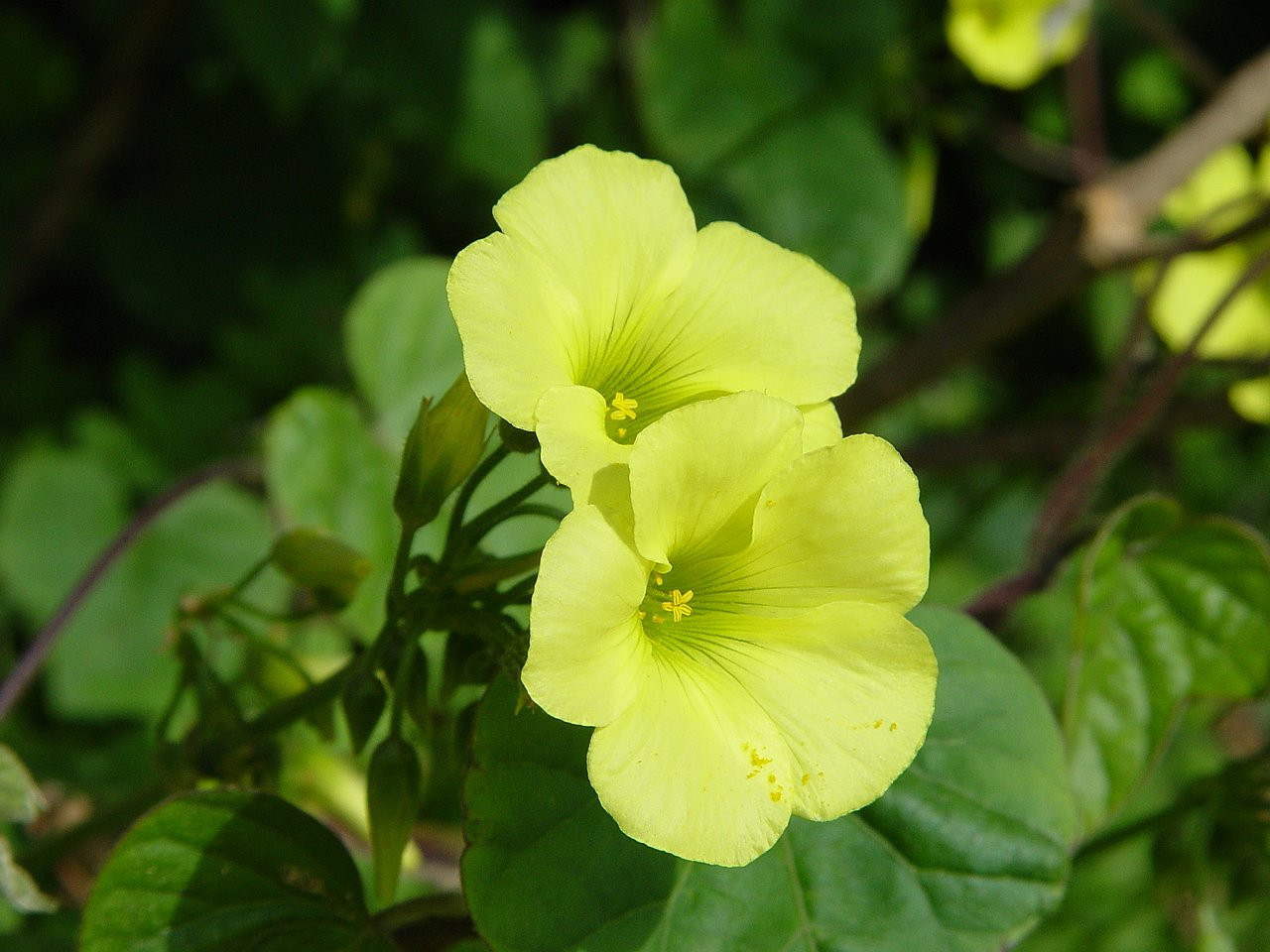
Oxalis pes-caprae, ein eher harmloser Neophyt

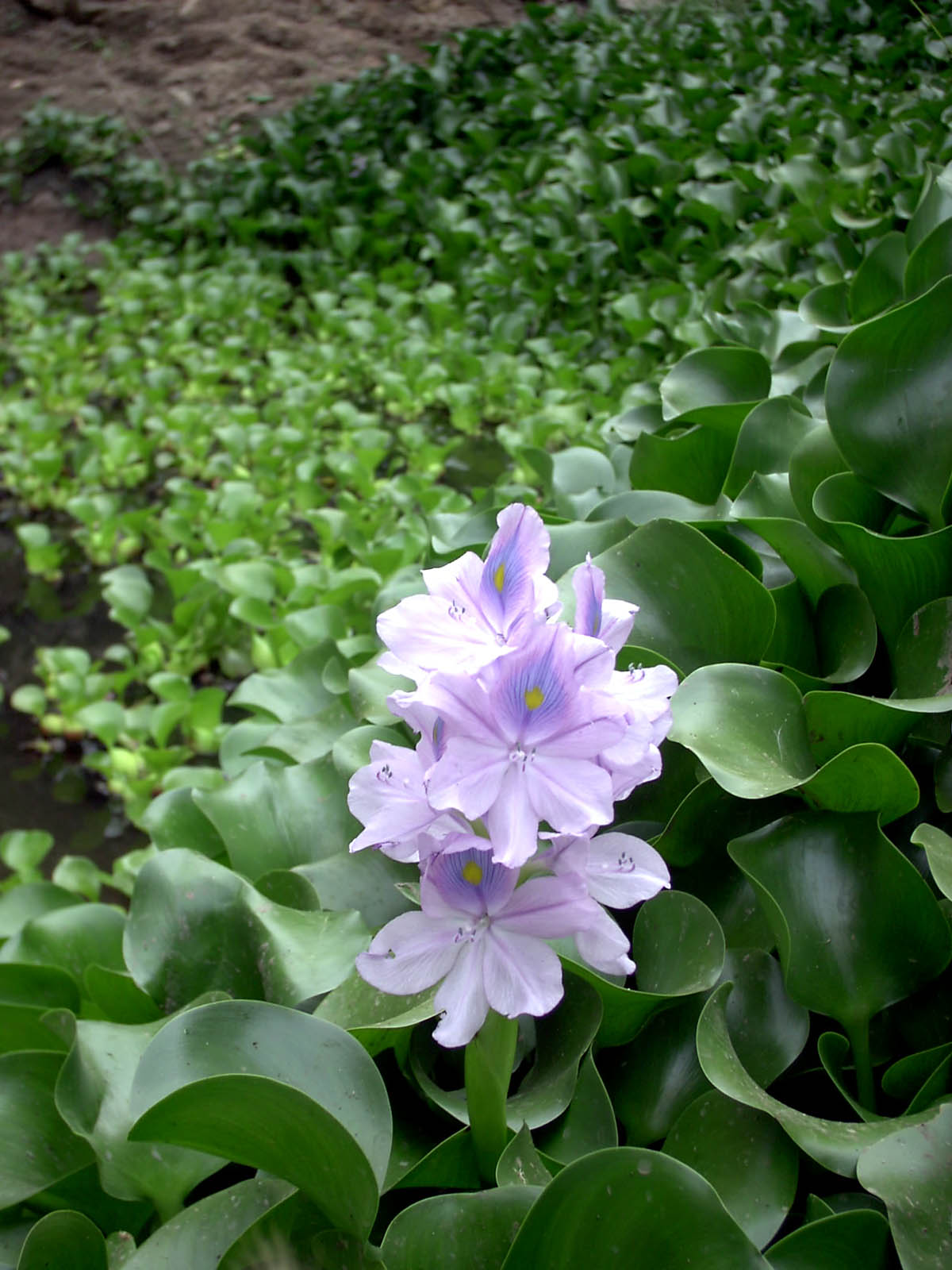
Die aggressive Eichhornia crassipes

Rund 2500 Arten wurden seit der Besiedlung durch Europäer in Australien eingeschleppt, sind also Neophyten („alien species“). Zu den zahlreichsten Familien zählen die Fabaceae mit 180, die Asteraceae mit 230 und die Poaceae mit 310 Arten. Die Herkunft der Neophyten ist vielfältig: Europa, Mittelmeerraum, Nord-, tropisches und Südamerika, Tropisches und Südafrika sowie Ostasien.
Es werden drei Ansiedlungsweisen unterschieden:
- Manche Arten wurden bewusst angepflanzt, etwa um Weiden zu verbessern, wie Trifolium subterraneum oder Lolium perenne, oder als Dünenbefestigung, wie Ammophila arenaria.
- Andere Arten verwilderten aus Gärten, wie Oxalis pes-caprae, Rhodomyrtus tomentosa[38] oder Amaranthus powellii.
- Viele wurden unbewusst eingeschleppt, etwa in verunreinigtem Saatgut, wie Cirsium vulgare.

Manche Arten werden als positiv eingeschätzt: sie bringen Nutzen, schaden aber der heimischen Flora kaum: Beispiele sind Trifolium subterraneum oder Stylosanthes humilis. Andere werden als unerwünscht angesehen (undesirable weeds), da sie keinen Nutzen bringen (Cirsium vulgare, Hordeum spp., Xanthium occidentale).
Die wichtigste Kategorie sind jedoch die „obnoxious weeds“, die invasiven Pflanzen, die aggressiv die natürliche Vegetation verdrängen. Dazu werden rund 220 Arten gezählt. Dazu zählen etwa die Braunalge Undaria pinnatifida, die in Tasmanien einheimische Tange verdrängt, oder der Wurzelpathogen Phytophthora cinnomomi, der bereits großflächig Proteaceae und Epacridaceae zum Absterben bringt. Echium plantagineum verdrängt Weidegras und schädigt die Leber der Pferde, die es fressen.
Als „transformer plants“ werden Arten bezeichnet, die einen Standort oder gar die Landschaft nachhaltig verändern. Beispiele sind Stickstoff-fixierende Pflanzen, die den Boden mit Nährstoffen anreichern, oder Gräser, die das Feuerregime verändern. Hierher gehört auch die bereits erwähnt Acacia nilotica. Weitere als gefährlich eingestufte Arten sind die Sträucher Prosopis, Parkinsonia aculeata und Tamarix aphylla, die Liane Cryptostegia grandiflora, die aquatischen Wasserhyazinthen (Eichhornia crassipes) oder der Wasserfarn Salvinia molesta.

### Schutz

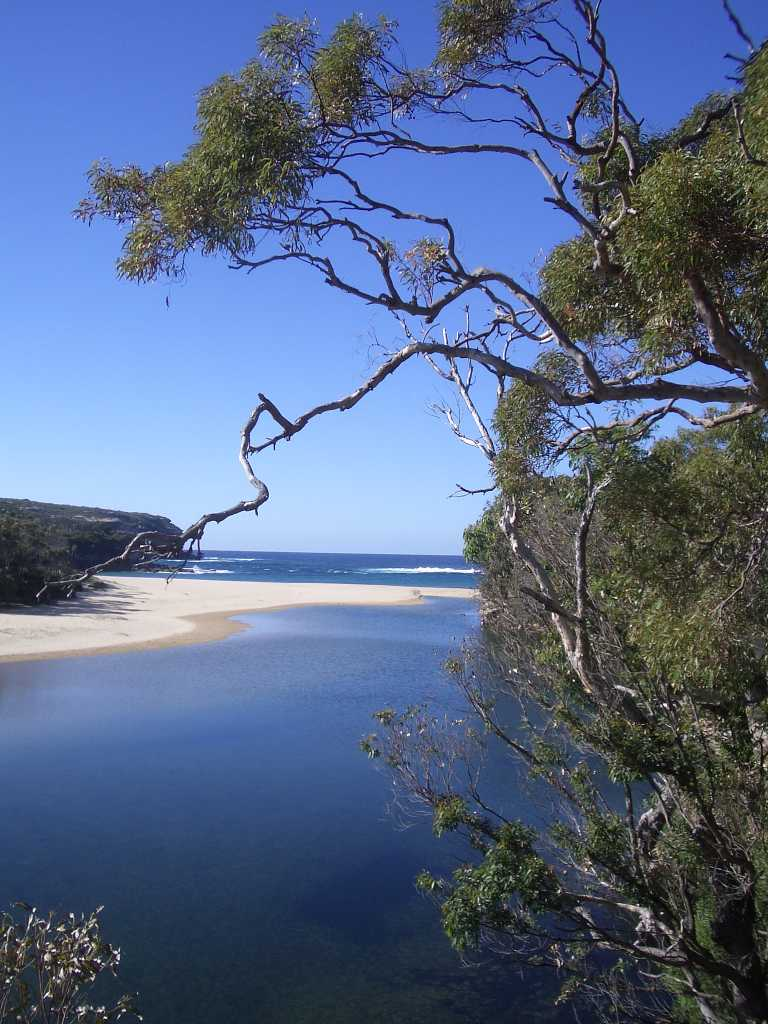
Der Royal National Park ist der zweitälteste weltweit.

Anfang Juni 2022 gab es in Australien über 11.000 geschützte Landgebiete mit zusammen über 1,8 Millionen km² Fläche, darunter 12 Weltnaturerbe-Gebiete, 755 Nationalparks (insgesamt rund 353.000 km²) und 91 Indigenous Protected Areas (insgesamt rund 747.600 Millionen km² auf dem Land der Aborigines und von ihnen gemanagt). 1997 im Vergleich 5645 Gebiete mit 0,6 Millionen&nbkm²km². Es gibt mit fast 50 Typen sehr viele verschiedene Arten von Nationalparks und Schutzgebieten: Der stärkste Schutz vor Eingriffen besteht in den beiden internationalen IUCN Schutzgebietskategorien 1a und 1b (Strict Nature Reserve/Wilderness Area), von denen es in Australien über 2.500 Stück gibt (die größten liegen fast ausnahmslos im Outback).
Nationalparks genießen den zweitstärksten Schutz. Der Royal National Park südöstlich Sydney als weltweit zweiter 1879 eingerichtet wurde. In den Einzelstaaten unterstehenden Wildlife Reserves, Fauna Sanctuaries, Nature Reserves, und Conservation Parks ist der Schutz etwas weniger streng. Die Flora Reserves und Forest Reserves stellen repräsentative Waldgebiete dar. Ein wichtiges Ziel ist die Einschränkung großflächiger Rodungen, dennoch ist die Wald-Bilanz negativ: die Rodungen überwiegen den Wiederbewuchs. Rund die Hälfte der Regenwälder steht unter Schutz; auch sind 64 Prozent der Mangroven und Sumpfwälder geschützt, aber nur 5 Prozent der wenigen noch vorhandenen südöstlichen Trockenwälder und Woodlands. Das State of the Environment Council 1996 vertrat die Ansicht, dass Reservate nur in ökonomisch unwichtigen Gebieten eingerichtet würden.